# Promenade du Bœuf Gras au Carnaval de Paris
Vous lisez un « bon article » labellisé en 2018.
Pour un article plus général, voir Bœuf Gras.

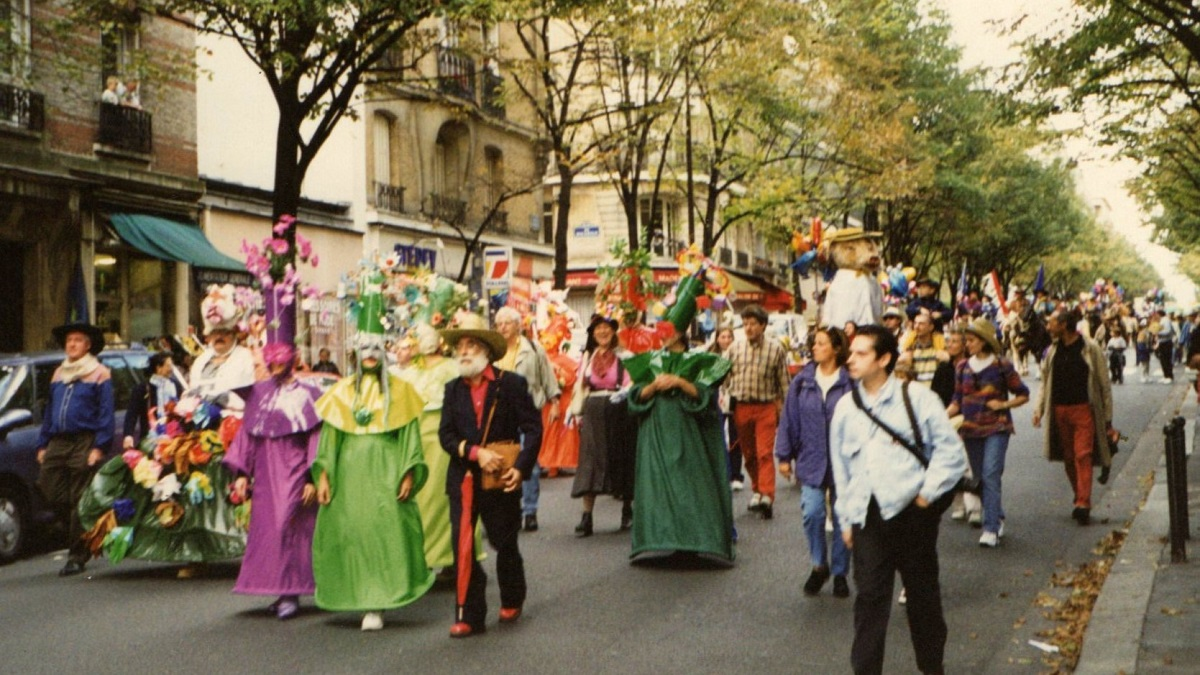
Le Carnaval de Paris, promenade du Bœuf gras en 1999, avec de gauche à droite Alain Riou, Catherine Poulain, Rafael Estève, Jean-Philippe Dirson

La Promenade du Bœuf Gras, également appelée « Fête du Bœuf Gras », « Cavalcade du Bœuf Gras », « Fête du Bœuf villé » (promené en ville), « Fête du Bœuf viellé » ou « violé » (promené au son de la vielle ou de la viole), est une très ancienne coutume festive qui se déroule pendant le Carnaval de Paris. Elle consiste, pour les bouchers ou garçons bouchers parisiens, généralement déguisés en sauvages, sacrificateurs ou victimaires, à promener solennellement en musique un ou plusieurs bœufs gras portant divers ornements. D'autres participants déguisés et des chars participent au cortège. Avant la fin du XXe siècle, le ou les bœufs gras étaient abattus une fois les festivités terminées et la viande vendue. À partir de 1845 et jusqu'au début du XXe siècle, les animaux reçoivent des noms inspirés de l'actualité, des succès musicaux, d'opérettes ou littéraires du moment.
La plus ancienne mention de cette fête date de 1712, mais elle apparaît déjà comme ancienne. Plusieurs auteurs prétendent qu'elle est le vestige d'un rituel païen, souvent perçu comme provenant de l’Égypte antique. Pour d'autres, elle est la conséquence d'un culte des astres et se tenait lorsque le Soleil entrait dans la constellation du Taureau, ou bien est la résultante de l'élection d'un boucher de carême qui, ayant produit le bœuf le plus gras, avait seul le droit de vendre de la viande en période de carême aux personnes exemptées de l'abstinence. Plus prosaïquement, le Carnaval et le Bœuf Gras symbolisent la saison de l'abondance et la dernière occasion de faire bombance avant la période de jeûne.
Interdit durant la Révolution française (de 1789 à 1799), le défilé renaît en 1806 et se tient presque sans interruption jusqu'en 1870. Il ne s'arrête qu'entre 1848 et 1850 à la suite de la révolution française de 1848. La défaite de la France dans la guerre franco-allemande de 1870, l'épisode de la Commune de Paris en 1871 et des affaires judiciaires marquent un coup d'arrêt et le Bœuf Gras ne revient au Carnaval qu'en 1896. Il défile de façon irrégulière au début du XXe siècle et fait une apparition en 1951 et 1952. La Promenade du Bœuf Gras et le Carnaval de Paris cessent d'être organisés, et l'un comme l'autre ne reviennent dans les rues de Paris qu'à partir de 1998.
La Promenade du Bœuf Gras a attiré plusieurs centaines de milliers de personnes. Elle est un très grand succès populaire et a même conquis une large partie de la sphère intellectuelle et artistique. Le Bœuf Gras est ainsi le sujet secondaire ou principal de pièces de théâtre ou opérettes, de La traviata, de chansons politiques, satiriques, comiques ou carnavalesques, de poésies. La littérature romanesque y fait également allusion. Il est le sujet de nombreux dessins, estampes et gravures, dont des caricatures, peintures, plaques de lanterne magique et photos. L'importance du Bœuf Gras dans la culture populaire a également attiré les commerçants, industriels et politiques dans une optique publicitaire.

## Histoire de la manifestation

### Origines possibles de la fête

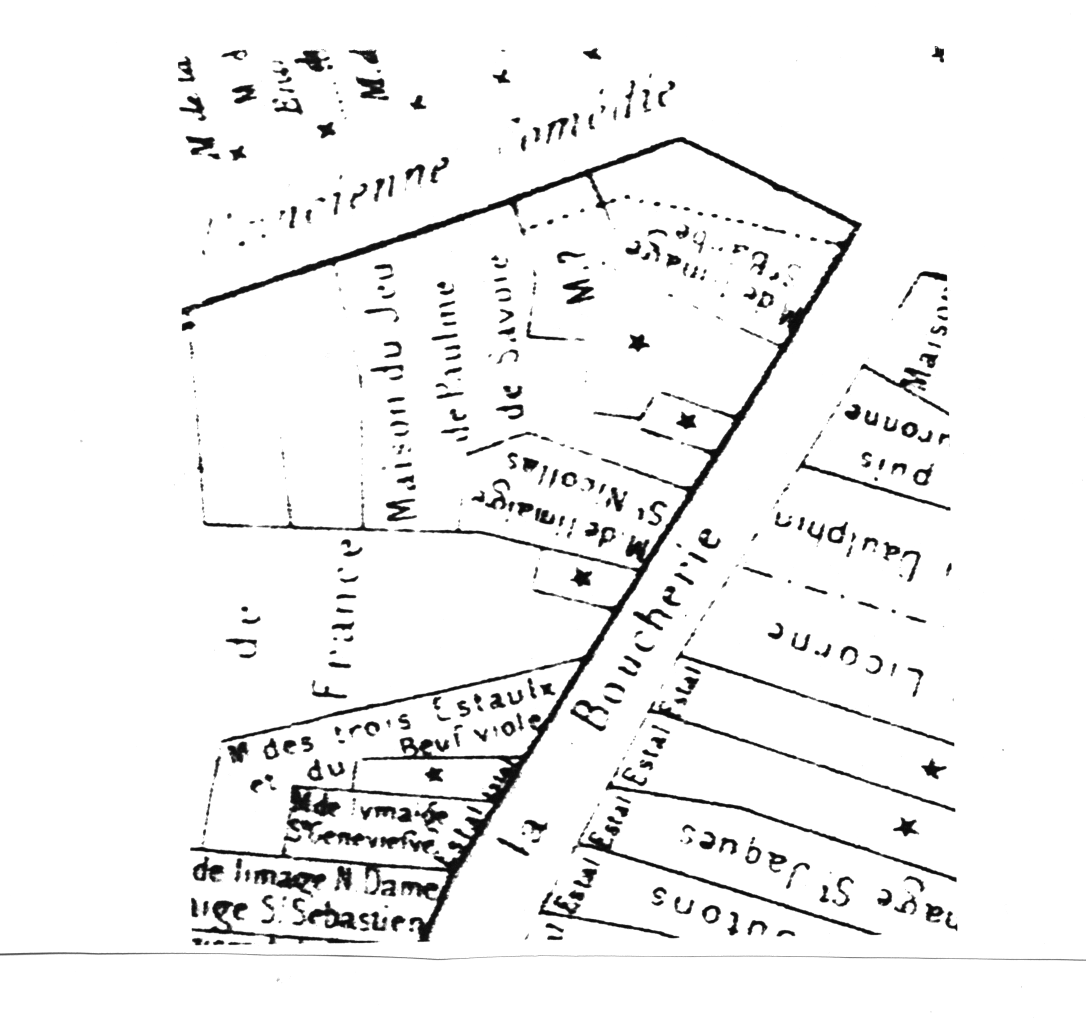
Détail du plan de Berty, où se trouve la « Maison des Trois Estaulx et du Beuf violé »

L'origine précise et la date d'apparition de cette fête, aussi appelé Bœuf violé ou viellé parce que l'animal marchait autrefois au son de la viole ou de la vielle, ou Bœuf villé car il se promène en ville, fait débat.

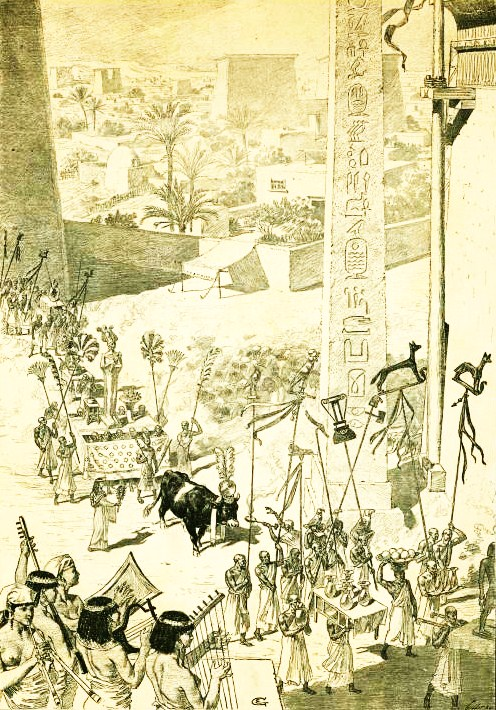
La fable de l'origine égyptienne du Bœuf Gras, vue par Charles Gillot en 1884.

Un document daté de 1274 mentionne une « Maison des trois Estaulx et du Beuf violé », c'est-à-dire dont  l’enseigne représente trois étaux et le bœuf défilant au son de la viole. Cette maison figure également sur la feuille 9 du plan archéologique de Paris, dit couramment plan de Berty. Rien ne permet cependant d'affirmer qu'il est explicitement fait référence à la promenade du bœuf gras.
Des explications prétendent qu'il s'agit du vestige d'un ancien rituel païen. Dans un numéro de 1739 du Mercure de France décrivant une promenade du bœuf gras, il est précisé « que cet usage, qui est fort ancien, paroît être un reste de certaines fêtes du pagannisme, & singulierement des sacrifices que l'on faisoit aux faux Dieux. En effet, les garçons bouchers s'habillent pour cette cérémonie, à peu près de même que l'étoient les esclaves des sacrificateurs ; Le Beuf gras est paré dans le même goût, que ceux que l'on immoloit pour victimes, & les bouchers ont des instrumens, comme on en avoit aux sacrifices ». Dans un numéro de la revue Correspondance secrète datée de 1783, la fête rappelle à un spectateur « les bacchanales et les mystères des Égyptiens ». Dans le programme de 1805, le poète, chansonnier, vaudevilliste et goguettier Antoine-Pierre-Augustin de Piis y voit une « procession du bœuf Apis ». L'identification est reprise, entre autres, par Louis-Charles Bizet et Théophile Gautier en 1847 et par Léo Delibes qui, dans sa jeunesse, mit en musique un texte comique illustrant la fête antique. Cette œuvre connut une certaine notoriété et fut chantée en 1891 au théâtre des Bouffes-Parisiens par Désiré et Léonce :
Honneur au bœuf Apis,

À l'enfant de Memphis ;

C'est le roi du bétail,

Contemplez son poitrail.

On admirait sa peau

Quand il n'était qu'un veau ;

Depuis qu'il est taureau,

Mon Dieu qu'il est donc beau !
Toutefois, le dieu égyptien Apis n'est pas un bœuf mais un taureau. Edmond Auguste Texier, en 1852, assure que la fête du Dieu Apis, s'est transmise aux Grecs, puis aux Romains sous la forme du culte de Mithra — l'auteur ignore l'origine orientale de ce culte —, et donc du fait de leurs conquêtes à la Gaule. Le dieu « gaulois » Tarvos Trigaranos est également donné comme une origine probable du bœuf gras par certains auteurs.
Jacques Antoine Dulaure avance que cette fête se déroulait autrefois à l'équinoxe de printemps, époque où le soleil entre dans le signe zodiacal du taureau, et qu'elle doit probablement sa naissance à un culte des astres. Cette interprétation est reprise par les auteurs du Paris pittoresque.
Une autre explication est proposée par un document imprimé datant de 1896, conservé dans les dossiers Actualités Carnaval de la Bibliothèque historique de la ville de Paris :

« […] durant longtemps, les lois civiles et religieuses ont été d'accord pour proscrire pendant le carême, l'usage des aliments gras ; il n'y avait d'exception qu'en faveur des malades. Les bouchers n'avaient pas le droit d'étaler ou de vendre de la viande en temps prohibé, sans s'exposer à des peines sévères. Néanmoins, pour satisfaire aux besoins des personnes exemptes de l'abstinence, il fallait quelqu'un qui pût procurer cet aliment sur un ordre du médecin.
On établit donc le boucher de carême, pour ne pas blesser les justes susceptibilités, il y avait concours entre tous les gens de la profession, en sorte que le privilège appartenait à celui qui produisait le bœuf le plus gros et le plus gras, au jugement de tous les bouchers de la localité.
Le bœuf, couronné de fleurs, était triomphalement promené, au son de la trompe, par les rues et les carrefours de la ville, afin que tout le monde pût connaître le boucher du carême et son merveilleux produit. »

Pour les auteurs du Dictionnaire de l'artisanat et des métiers paru en 2012, le Carnaval et notamment le bœuf gras symbolisent la saison de l'abondance et la dernière occasion de faire bombance avant le jeûne de Carême. Pour l'ethnologue Arnold van Gennep, la Promenade est l’emblème corporatif des bouchers. Le Carnaval, période de bombance carnée et donc de profit pour les fournisseurs de viande, les met à l'honneur. Son apparition daterait de la « période de force et de puissance, sinon peut-être même de formation, des corporations médiévales ». La fête aurait donc un rôle publicitaire.
L'animatrice de groupes folkloriques Suzanne Manot fait la synthèse des différentes hypothèses en proposant de voir dans la Promenade du Bœuf Gras, le résultat de la christianisation de fêtes anciennes, égyptiennes, grecques, romaines et gauloises, réalisées lors de l'équinoxe de printemps, en l'honneur du bœuf auquel étaient prêtés des pouvoirs divins. Elle se serait perpétuée à l'initiative des corporations des bouchers pour devenir un événement carnavalesque et publicitaire.

### Les premières mentions

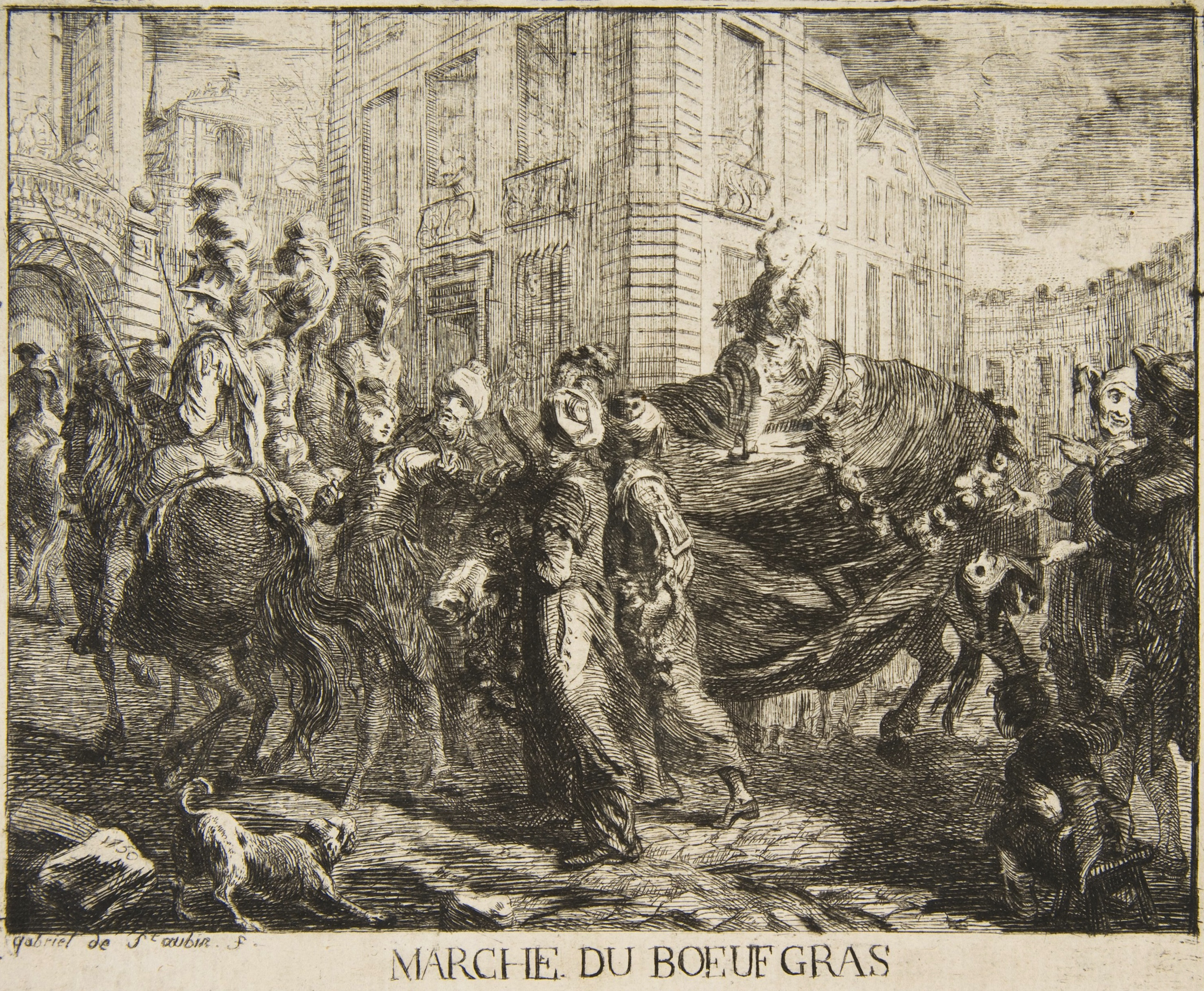
Marche du bœuf gras, gravure de Gabriel de Saint-Aubin, 1750.

La première mention assurée de la promenade du Bœuf Gras à Paris date de 1712 et provient d'un passage d'une pièce de théâtre à écriteaux donnée à l'occasion du Carnaval : Écriteaux des fêtes parisiennes données au public par la grande troupe des danseurs de corde du Jeu de paume d'Orléans, à la foire Saint-Germain, au mois de février 1712,. L'apparition du bœuf gras dans cette pièce consacre l'antériorité de cette fête.
Une description particulièrement complète de la Promenade du jeudi Gras paraît en 1739 dans le Mercure de France. Un deuxième défilé est organisé le lendemain par d'autres bouchers. À partir du milieu du XVIIIe siècle, les mentions se multiplient.

### L'apogée des défilés

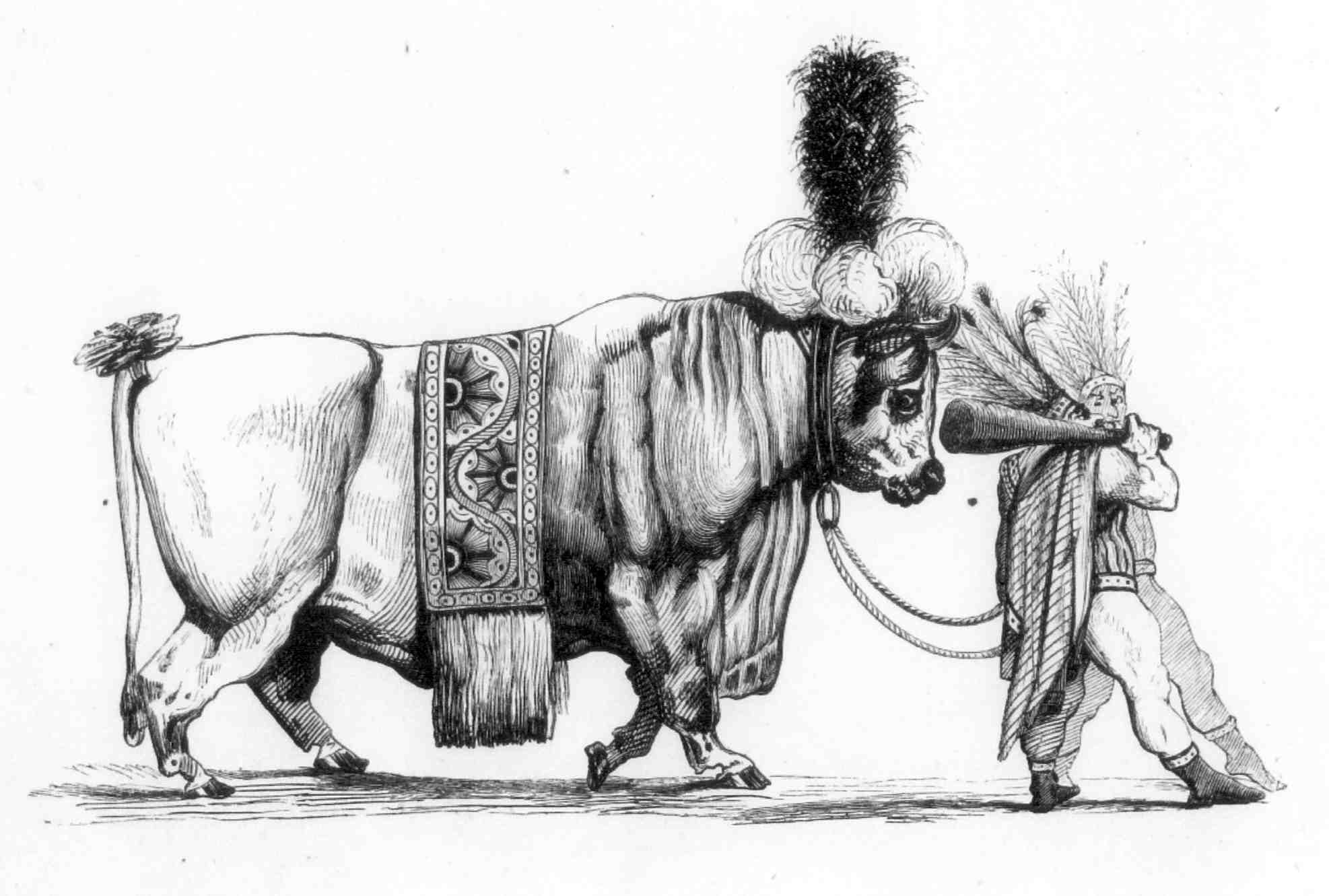
Le Bœuf Gras conduit par ses sacrificateurs, gravure de Porret, 1830

Le Bœuf Gras est, avec le reste du Carnaval de Paris, interdit durant la Révolution, à partir de 1790,,. Les festivités carnavalesques reprennent sous le Premier Empire. Le retour du Bœuf Gras se fait le 23 février 1805 au sein d'un fastueux cortège,,,. Le défilé est organisé chaque année à Paris jusqu'en 1870, hormis en 1814 et entre 1848 et 1850,.
Sous le Premier Empire, par exemple en février 1813, l'Enfant costumé en Amour est parfois remplacé par le dieu Mars. Plus anecdotiquement, sept ans plus tard, Louvel assiste au cortège du Bœuf Gras avant d'aller poignarder à mort le duc de Berri. La suite des réjouissance de rue est alors proscrite par le préfet de police Jules Anglès. Un programme imprimé dénommé Ordre et marche du bœuf gras, orné d'une gravure sort régulièrement jusqu'à la fin du Second Empire à l'occasion de la fête,,. Le 14 février 1831, des échauffourées ont lieu le même jour que le passage du Bœuf Gras. Mis au courant des désordres, le ministre des Affaires étrangères aurait quitté le Corps législatif pour se rendre à son domicile, devant laquelle devait passer le cortège, en annonçant : « Je vais voir les masques ». Le défilé de l'année suivante, un temps incertain, est finalement organisé avec une forte surveillance policière. En 1846, les organisateurs ont l'idée de mettre le Bœuf Gras sur un char tiré par six chevaux. Le véhicule est auparavant testé en le surchargeant de 258 pavés pesant un total de six tonnes, le triple du poids de l'animal, mais le char se brise. Dagobert, effectue donc finalement son défilé à pied.

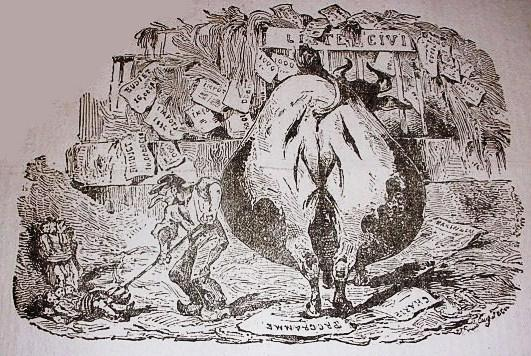
Le Bœuf Gras de 1834, caricature contre Louis-Philippe Ier.
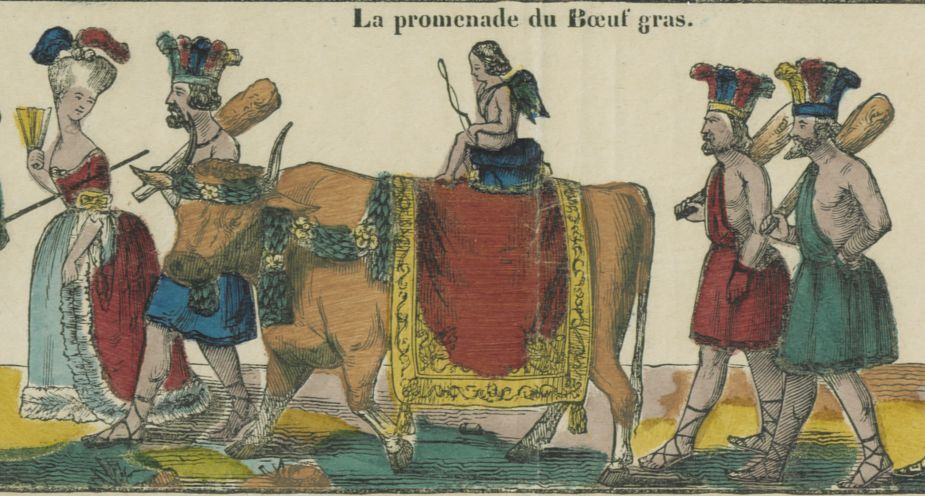
Le Bœuf gras, Imagerie d'Épinal, xylographie, 1843.
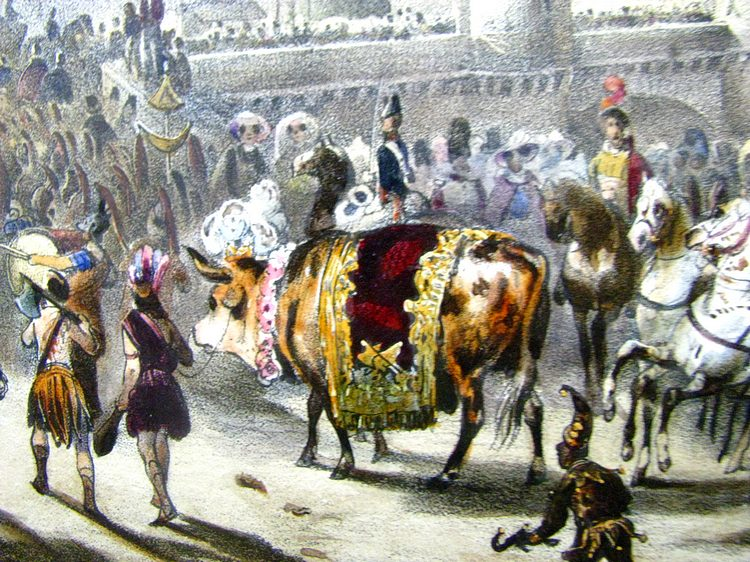
Le Bœuf Gras, détail d'une estampe anonyme aquarellée, 1843.
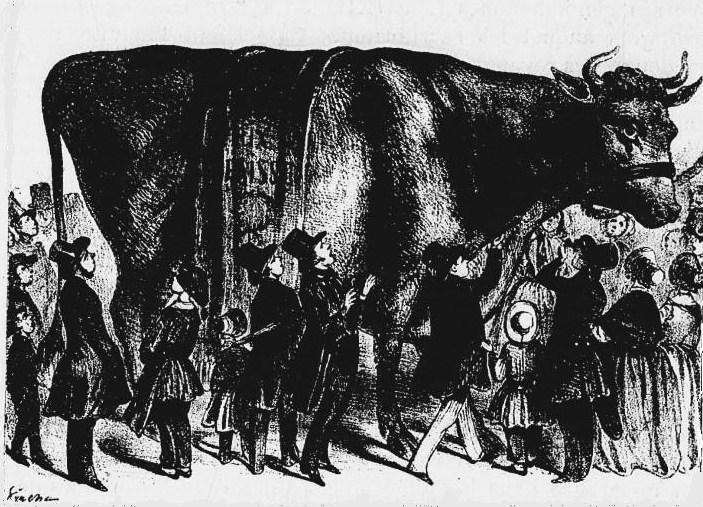
« Quelle prodigieuse bête !!! Si nous pouvions être un jour de cette force-là !! », dessin par Pruche, 1843.
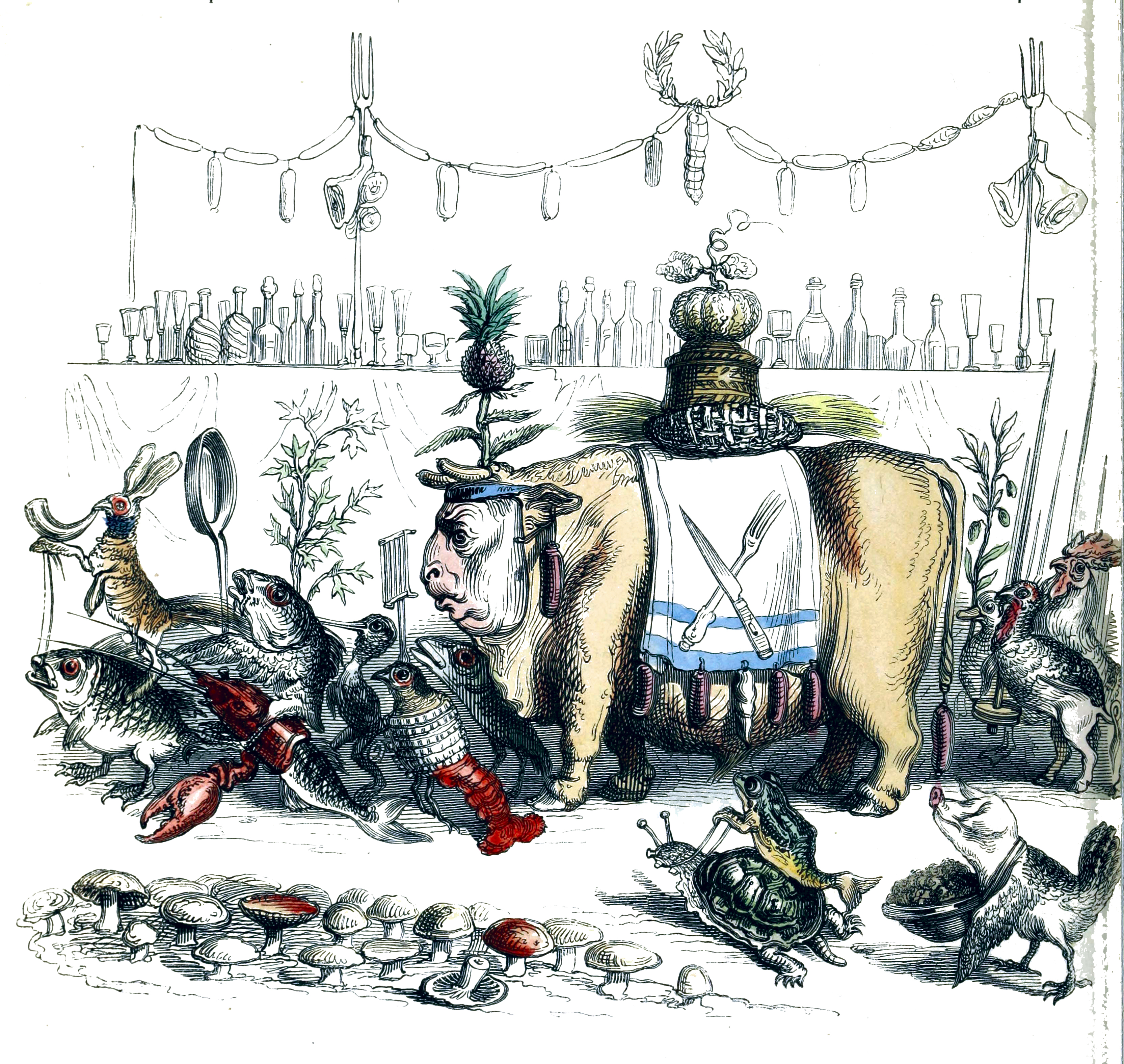
Le Bœuf Gras vu par Grandville, 1844.

Le défilé est annulé en 1848 à cause de la révolution. Les autorités parisiennes s'opposent durant quelque temps à la réorganisation du cortège. En 1849, il se tient à Versailles et, en 1850, alors qu'il est annoncé dans un premier temps dans la capitale, il se déroule finalement dans les communes limitrophes de Montmartre, Batignolles et de La Chapelle, qui ne seront rattachées à Paris que dix ans plus tard. L'année suivante, Lucien Arnault, dit Arnault l'aîné, directeur de l'Hippodrome, fait renaître à Paris le cortège du Bœuf Gras après trois ans d'interruption, devant deux à trois cent mille spectateurs,. Il l'organise également en 1852 mais n'est pas l'acheteur du Bœuf.

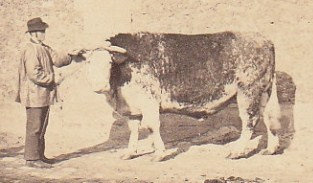
Photo de Charmant Bœuf gras, 1200 kg, en 1864.

De 1855 à 1868, les marchands bouchers Fléchelle et Duval organisent à eux deux la plupart des fêtes. Fléchelle se porte acquéreur neuf fois des Bœufs gras qu'il fait défiler,,, Duval deux fois,. Alors que la promenade de l'auguste bovin n'est plus de mise, Arnold Mortier se souvient encore en 1880 du luxe éblouissant des promenades de Fléchelle et de Duval.

### Une longue éclipse

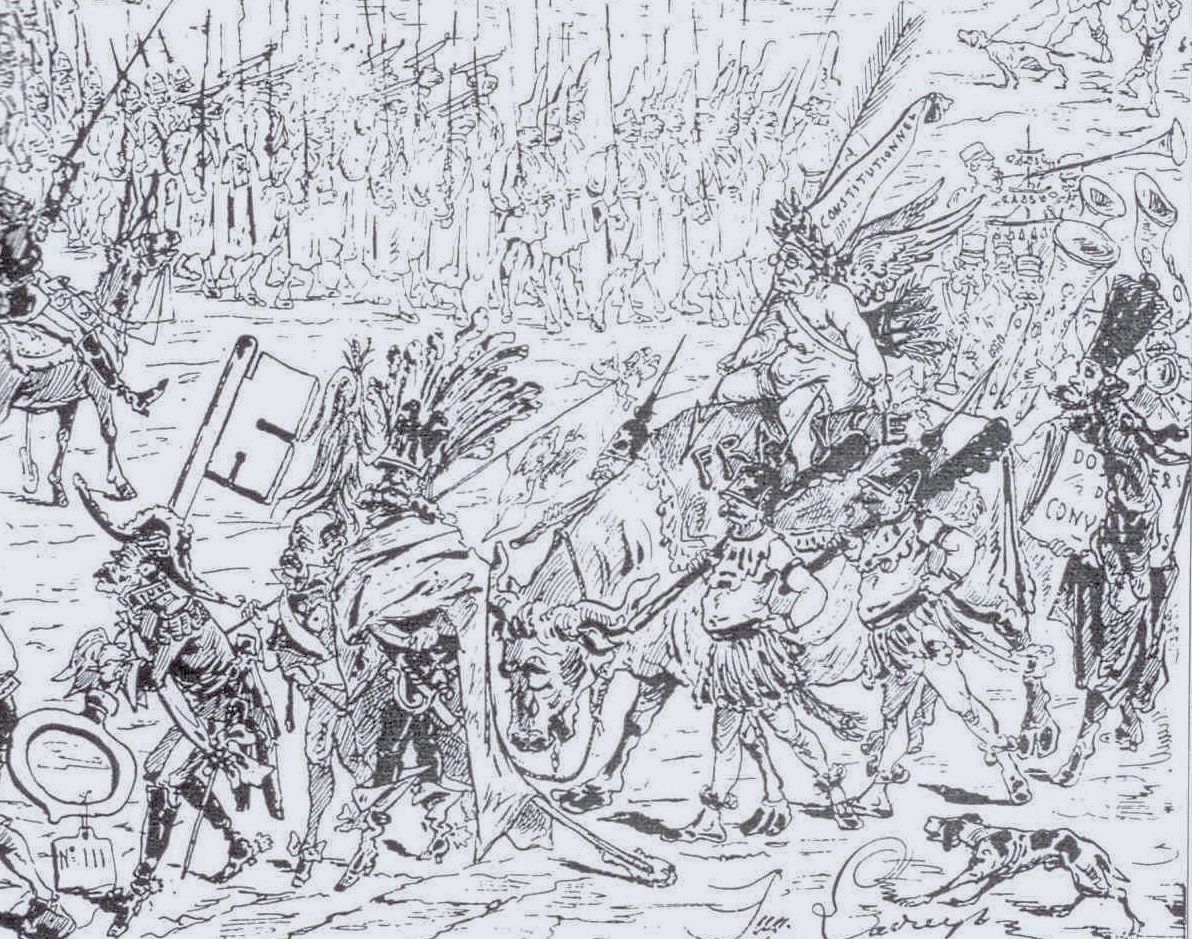
Détail de l'illustration d'une chanson diffusée à Paris le Mardi Gras 1871.

Au début de l'année 1871, la guerre franco-prussienne se termine avec l'armistice générale signée le 15 février par une France battue et occupée. Le Mardi Gras tombe six jours après, le 21 février. Les festivités du Carnaval de Paris pour les jours gras de 1871 ont été par avance interdites par la police. Quelques facétieux défilent tout de même. Un document est diffusé à cette occasion. Il comporte une chanson et une caricature figurant notamment le nouveau chef de l’État et du gouvernement Adolphe Thiers, élu une semaine auparavant. Il y est représenté en amour et portant un chapeau ridicule, assis sur le dos d'un Bœuf Gras versant de grosses larmes. Il tient à la main une plume interminable destinée à signer la capitulation. Sur le Bœuf Gras est inscrit en gros caractères « FRANCE ». Les deux sacrificateurs traditionnels escortant l'animal sont munis pour la circonstance de casques à pointes caricaturaux qui indiquent que ce sont des Prussiens. Le texte de la chanson est du même ton. Elle débute ainsi :
Bientôt, grâce à l'armistice,

Dans Paris défileront,

Sir Guillaume et sa milice ;

Cachons vite, il n'est que temps,

Nos pendules, notre argent.

La royale promenade,

Tombe juste au carnaval ;

Le défilé triomphal,

Servira de mascarade ;

Pour nous ça remplacera

Le cortège du bœuf gras.
Bien que le Carnaval redémarre en 1872, le Bœuf Gras ne réapparaît pas.

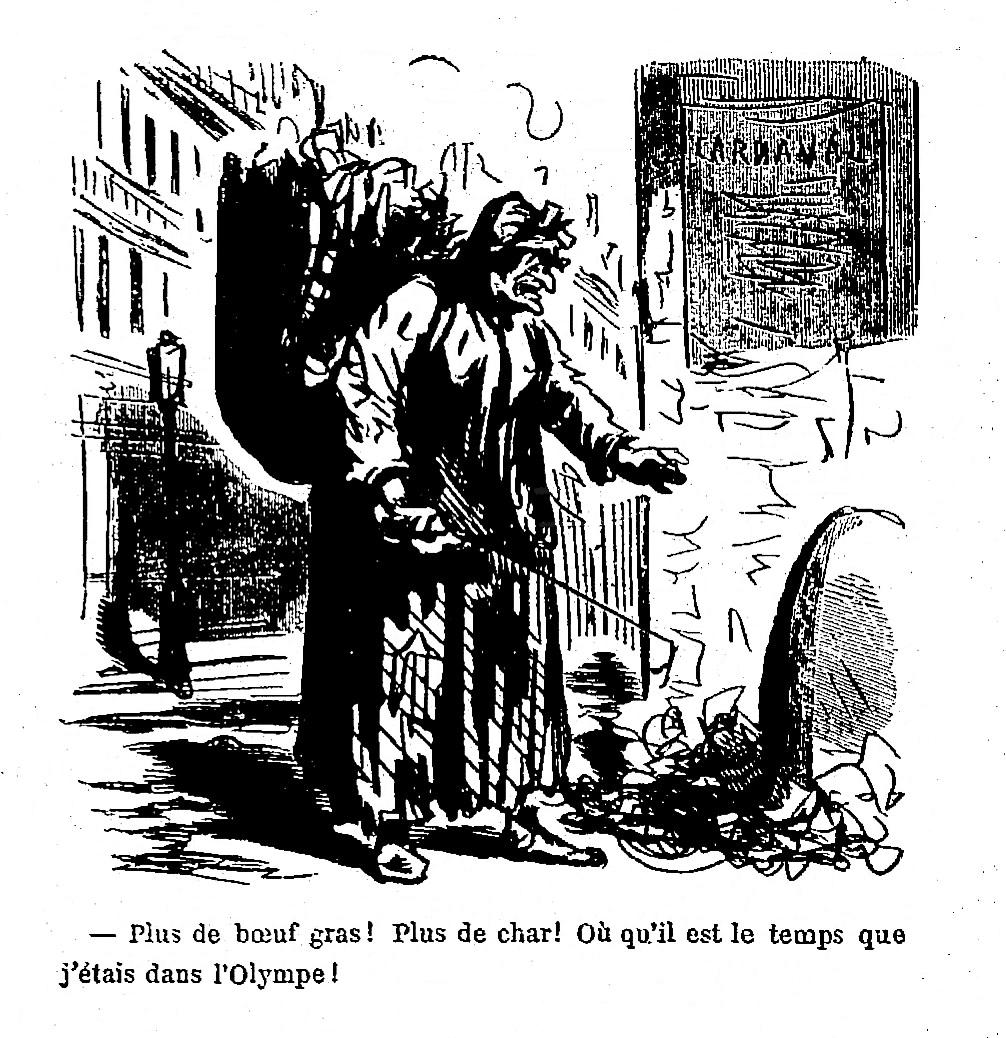
Une ex déesse du cortège du Bœuf Gras devenue chiffonnière regrette sa disparition. Caricature de Cham, 1873.

Le rétablissement de la promenade fait débat en 1873, ainsi qu'en 1874 où des propositions de souscriptions sont lancées pour financer la fête. Dix ans plus tard, la Chambre syndicale de la boucherie de Paris avec le concours des Chambres syndicales d'alimentation paraît tout près de faire renaître la manifestation, d'autant plus que le préfet de Police de Paris est disposé à accéder à leur requête,. En 1889, d'après M. Champimont, le changement de gouvernement provoqué par le renversement du gouvernement Floquet empêche la renaissance du Bœuf Gras cette année-là. Les pourparlers avancés menés avec l'ancien ministre de l'intérieur sont en effet à reprendre depuis le début,.

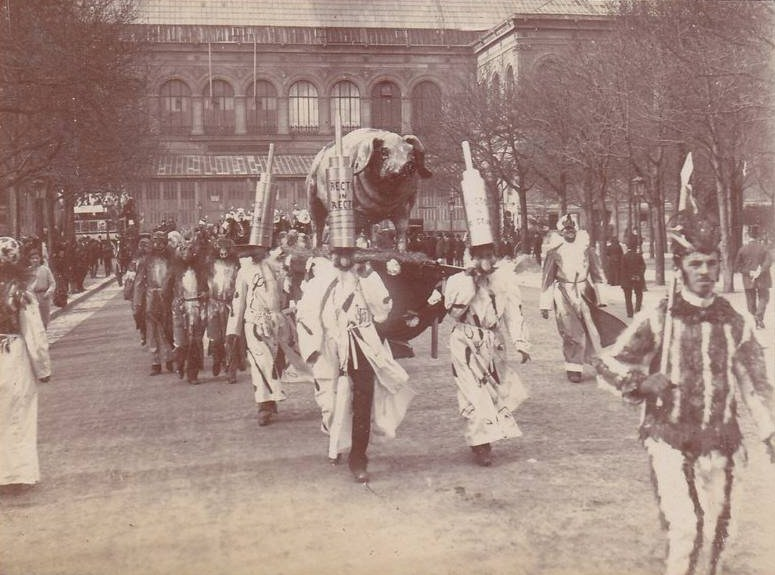
Cochon gras en carton-pâte porté par les étudiants parisiens à la Mi-Carême 1894.

La renaissance du Bœuf Gras manque de survenir en 1891,. Mais, le président du Conseil et ministre de la Guerre Charles de Freycinet appose son veto et refuse de prêter aux organisateurs le concours des cavaliers de la garnison de Paris, qui devaient paraître, costumés, dans le cortège,, décision regrettée dans plusieurs journaux,. Le Bœuf Gras figure, en effigie géante, dans le cortège informel parisien du Mardi Gras 1891. On y voit : « Un vaste char [qui] figure le bœuf gras, sur le dos duquel un enfant, costumé en amour, offre des bouquets de violettes. » Les années suivantes, des cortèges informels parisiens du Mardi Gras ou de la Mi-Carême reprennent le Bœuf Gras en effigie géante. En 1892, lors de deux sorties, le motif principal de la cavalcade du Moulin-Rouge est un gigantesque bœuf roux en carton balançant la tête, sur lequel est juché l'Amour, un enfant à perruque blonde. Cette même cavalcade défile les deux années suivantes, mais en 1894, c'est une danseuse en maillot rose qui, sur tout le parcours du cortège, envoie à la foule des baisers et des sourires. Une promenade organisée par des étudiants parisiens la même année met en scène un jeune travesti en la rosière escorté d'un minuscule maire marieur avec, parmi le cortège les entourant, un bœuf gras sous forme de grand cochon artificiel.

### Renaissance du cortège

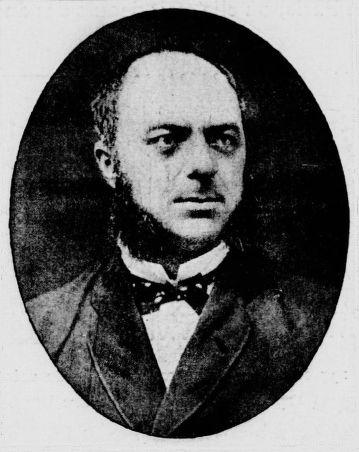
Charles Zidler, responsable des cavalcades du Bœuf Gras 1896 et 1897.

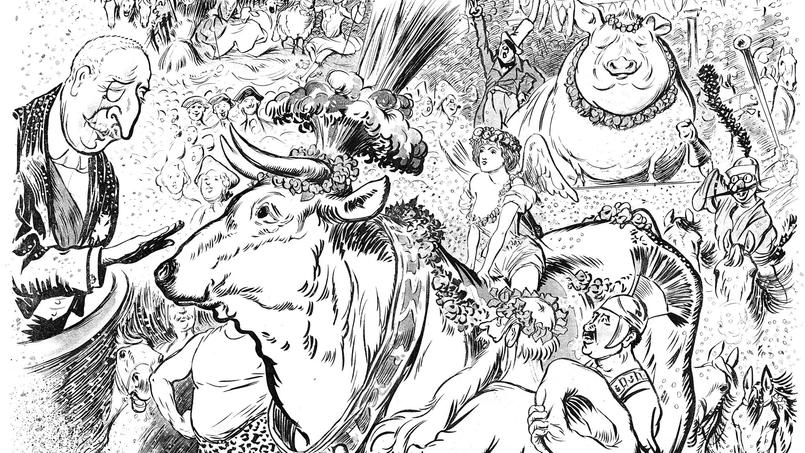
Le Bœuf Gras 1896 salué par Félix Faure au palais de l'Élysée, détail d'un dessin de Caran d'Ache

En 1895, cela fait vingt-cinq ans que les Parisiens attendent avec impatience le retour du Bœuf Gras, mais l'aspect financier semble être le principal frein. Son absence est fortement ressentie par les Parisiens :
« Vous ne sortirez pas de la tête d'une quantité de très braves gens que la suppression du bœuf gras a entraîné la décadence du carnaval. Tous les ans, au retour du Mardi-Gras, il s'échappe d'une quantité de poitrines des soupirs de regret pour exprimer le chagrin que cause la disparition d'un usage séculaire. La fidélité de certains Parisiens à cette tradition est même telle, qu'ils viennent sur le boulevard pendant les trois jours consacrés aux liesses, avec la certitude qu'ils verront le bœuf gras. De là pour les uns et les autres une déception cruelle. »
La situation paraît néanmoins devoir s'arranger. Le 25 mars 1895, quatre jours après un jeudi de la Mi-Carême parisien très festif, joyeux et réussi, un vœu en faveur du retour du Bœuf Gras est déposé par M. Caplain au Conseil de Paris. Il est rejoint par Caumeau et tous deux diffusent, le 28 novembre 1895, auprès des membres du Conseil municipal de Paris, un rapport explicitant que la Chambre syndicale de la boucherie a l'intention de procéder à l'organisation d'une Promenade du Bœuf Gras par le financement retiré d'une tombola d'une valeur de 500 000 francs. Elle en sollicite l'autorisation au ministre de l'Intérieur. Ce projet est soutenu par le Conseil le 6 décembre suivant. Georges Clemenceau écrit cette année-là : « Le Conseil municipal qui rêve, pour nous, des récréations plus tranquilles, nous prépare, dit-on, un prodigieux bœuf gras. Grâces lui soient rendues ».
En 1896, finalement, l'affaire s'organise à grande échelle. Un Comité des fêtes du bœuf gras pour 1896 est créé. Charles Zidler, ancien boucher, fils de marchand-boucher, spécialiste de l'organisation distractive, est responsable de la cavalcade. Une souscription est lancée et les autorités parisiennes abondent le budget d'une subvention de 25 000 francs : les frais du cortège du Bœuf gras sont évalués à 100 000 francs à la fin de l'année 1895. Le dimanche 16 février 1896, à onze heures, au signal d'un coup de canon, le cortège — le bœuf est de race normande — quitte le palais de l'Industrie, avenue des Champs-Élysées. Deux autres animaux sont promenés les deux jours suivants : de race limousine le lundi, de race charolais le mardi. Aucun d'eux ne semble avoir reçu de nom. L'enthousiasme est général,. Dès cette époque, les autorités cherchent à limiter l'envahissement de la publicité. Les Instructions générales de la préfecture de police pour la Police Municipale donnent entre autres instructions de « ne pas laisser les chars réclame se joindre à la cavalcade ».
En écho au Bœuf Gras, le jeudi de la Mi-Carême 12 mars 1896, les étudiants parisiens font défiler, dans le quartier latin, un bœuf maigre en carton, nommé le Minosdaure, servant de monture à un prince Carnaval déguisé en Amour ailé. Autour du char, de jeunes « étudiantes » « costumées en mines d'or, comme dans les revues de fin d'année, offriront au public des bons de soupes populaires ».

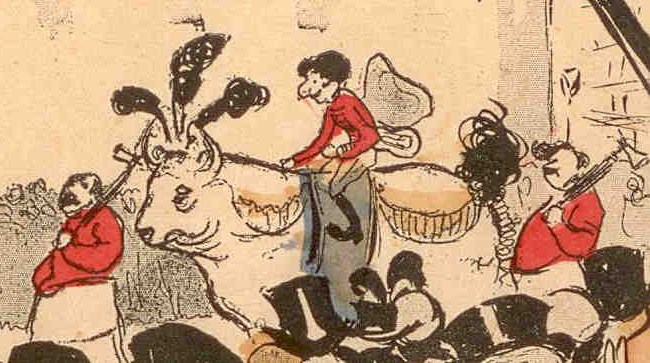
Détail du programme Ordre et Marche du Bœuf Gras de 1897.

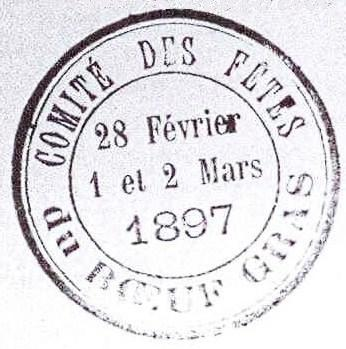
Cachet postal du Comité des Fêtes du Bœuf Gras 1897.

Malgré le déficit enregistré par la fête du Bœuf Gras en 1896, les 28 février, 1er et 2 mars 1897, la cavalcade est organisée à nouveau. Elle est à cette occasion filmée par les équipes des frères Lumière et par Georges Méliès. C'est à nouveau un succès. Le journal québécois La Patrie annonce que « […] la foule qui s'est répandue hier sur le parcours du cortège du bœuf gras se montait à six cent mille personnes ».
En 1896 et 1897, en réaction à la pompe du bœuf gras, les artistes et montmartrois font défiler le cortège carnavalesque de la Promenade de la Vache enragée des artistes et des pauvres ou Vachalcade (jeu de mots composé à partir de cavalcade et vache). Ayant fait d'importantes dettes pour la fête, ses organisateurs ne parviennent pas à la pérenniser,.
Le 10 novembre 1897 meurt Charles Zidler, responsable de l'organisation des cavalcades du Bœuf Gras 1896 et 1897. La disparition de cet ancien boucher, fils de boucher, organisateur de la fête traditionnelle des bouchers parisiens, a pu affaiblir la volonté de l'organiser en dépit des difficultés financières.

### Une organisation irrégulière

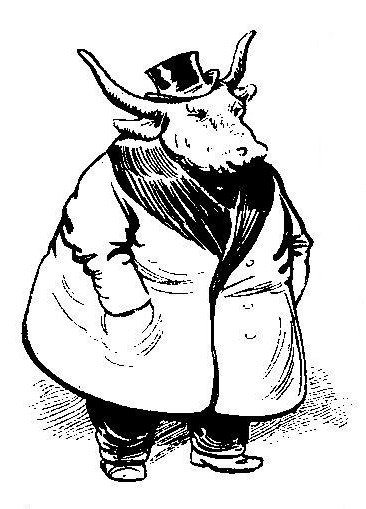
Le Bœuf Gras caricaturé par Draner en 1898.

Pour 1898, les autorités parisiennes promettent 25 000 francs à ceux qui voudront bien organiser la cavalcade du Bœuf Gras. Un projet est élaboré où défilerait un Bœuf Gras conduit par le duc de Beaufort, dans le cadre du cortège du roi des Halles. Mais, le Comité du Bœuf Gras considère qu'il accuse un déficit trop considérable et renonce à organiser la fête. Lors des festivités de la Mi-Carême, le 17 mars, les étudiants parisiens mettent à l'honneur en tête de leur cortège et de manière comique la disparition du Bœuf Gras. Le Petit Journal écrit : « Le premier char apparaît aussitôt : La fin du bœuf gras. L'infortuné a été jeté vivant dans une énorme marmite qui « mijote » sur un gigantesque fourneau. Un Carnaval de carton, énorme, fantastique, coiffé d'un béret d'étudiant, tient à la main une écumoire et contemple le pot-au-feu d'un œil qu'allume la gourmandise. » À l'arrivée du cortège, place du Panthéon, La Croix rapporte que l'animal en carton a été retiré de sa marmite, imbibé de pétrole et brûlé. Autour une ronde énorme, Sarcey, trop gros pour danser, se tape sur le ventre en cadence.
Plusieurs conseillers municipaux jugent les festivités carnavalesques traditionnelles dépassées. L'éducation morale de la population parisienne passe par la mise en place de spectacles où la science et l'art s'unissent dans des conceptions d'un ordre élevé. Ces intentions se traduisent en actes et, le 29 décembre 1898, la subvention votée aux Comités de la Mi-Carême et du Bœuf Gras fond comme neige au soleil : seulement 12 000 francs en tout alors qu'un « grand cortège historique des corporations à l'époque d'Étienne Marcel » défilant les 17 et 18 juin 1899 est subventionné à hauteur de 65 000 francs,.

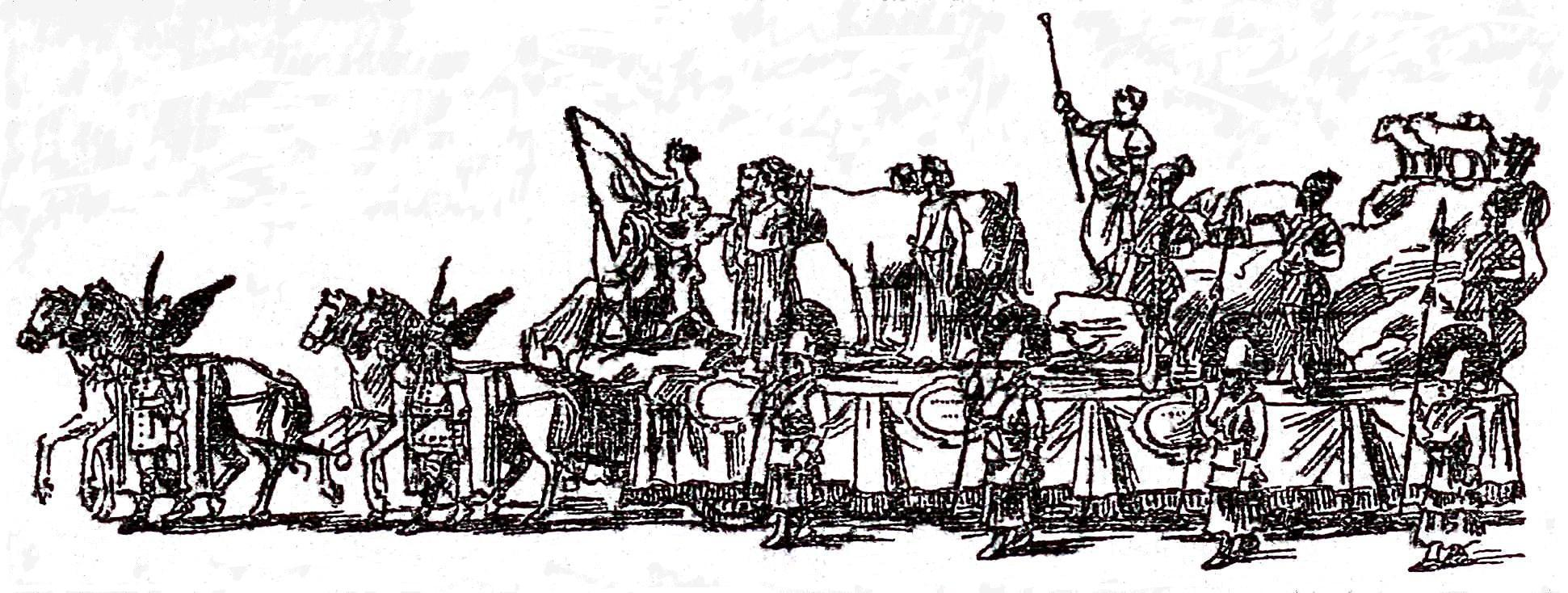
Char du Bœuf Gras de la Fête de l'Alimentation 1900.

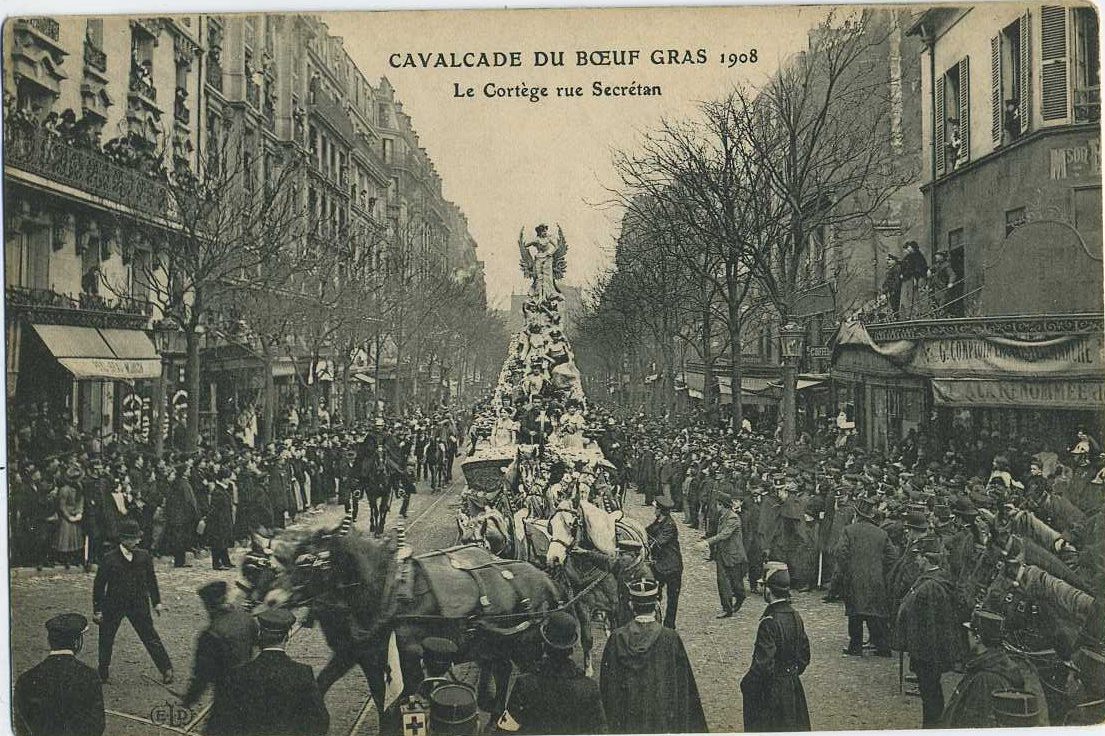
La Cavalcade du Bœuf Gras passe Avenue Secrétan, le 26 avril 1908.

En 1900, le défilé du Bœuf Gras a lieu dans le cadre d'une Fête de l'Alimentation tenue au quartier de la Villette, comprenant, le 25 février, un cortège du Bœuf Gras,,. Fin 1900, le conseil municipal annule le crédit de 25 000 francs prévu d'ordinaire pour la fête du Bœuf-Gras, « cette fête n'ayant pas toujours lieu », tout en laissant la possibilité de changer d'avis si un comité sérieux se forme. Fin février 1901, une association de commerçants et d'habitants du dix-neuvième arrondissement décide de monter un cortège de seize groupes ou chars symboliques. La subvention municipale attendue ne vient pas et la fête est annulée,.
Le matin du jeudi de la Mi-Carême, le 6 mars 1902, le magasin Marché Lenoir organise une cavalcade parcourant les rues du dix-neuvième arrondissement. Elle comporte un « char portant un bœuf gras, garni de fleurs et de jolies femmes et un char allégorique, Pierrot et Colombine à cheval sur le croissant de la lune, escorté de nombreux landaus ». Dix jours plus tard a lieu un autre défilé dans le quartier de la Villette grâce à une somme de 5 000 francs, reliquat de la Fête du bœuf gras de 1900, et de souscriptions assez importantes des commerçants et habitants des dix-neuvième et dixième arrondissements, la subvention municipale demandée ayant été refusée,,. Initialement, deux bœufs gras devaient figurer dans le cortège. Mais l'un des deux assistant à la révolte de l'autre au moment de monter sur son char, a résisté et n'a pu être emmené. Le Petit Parisien se fait l'écho d'une fête jugée réussie, bien que cantonnée à une petite partie de Paris, réunissant des musiciens et 500 figurants costumés en hérauts d'armes, en seigneurs, en marmitons, en moissonneurs et moissonneuses : « Jamais bœuf adipeux exhibé pour l'agrément des foules n'a été l'objet d'une curiosité plus ravie, et les rires ont éclaté en fusées vibrantes au passage des chars où de pittoresques allégories proclamaient la gloire du vin et le triomphe rabelaisien de la « mangeaille ». » L'animal constitue le gros lot d'une tombola offerte par le comité. Dans le défilé, un char animé portant un Gargantua géant dévorant des victuailles paraît inspiré par un autre sur le même sujet accompagnant déjà le Bœuf Gras en 1866. À l'issue de la fête, les organisateurs se retrouvent avec un grave déficit. Ils appellent les finances municipales de Paris au secours et, le 20 juin suivant, le Conseil municipal vote une somme de 4 400 francs pour aider, exceptionnellement, à couvrir le déficit de cette fête et ne pas exposer « à des poursuites des commerçants qui ne le méritent pas ».

Trois chars de la Cavalcade du Bœuf Gras 1902 à Paris
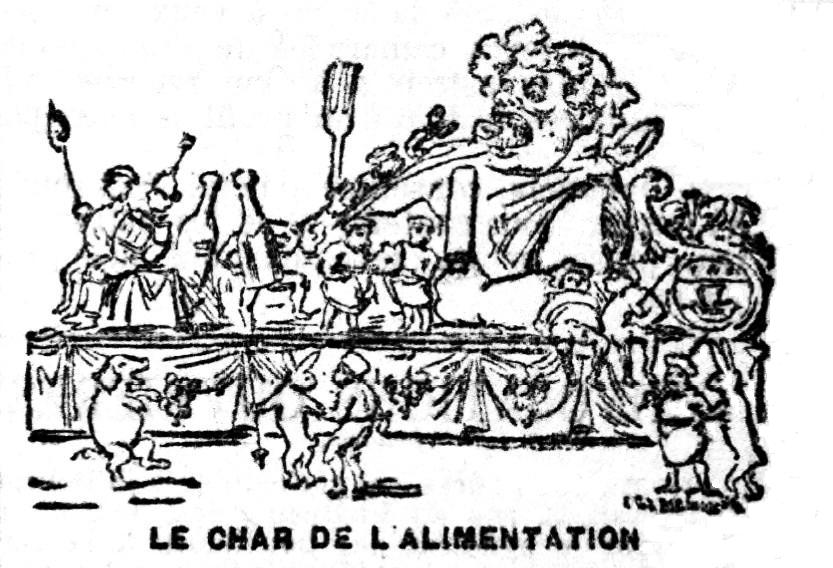
Char de l'Alimentation
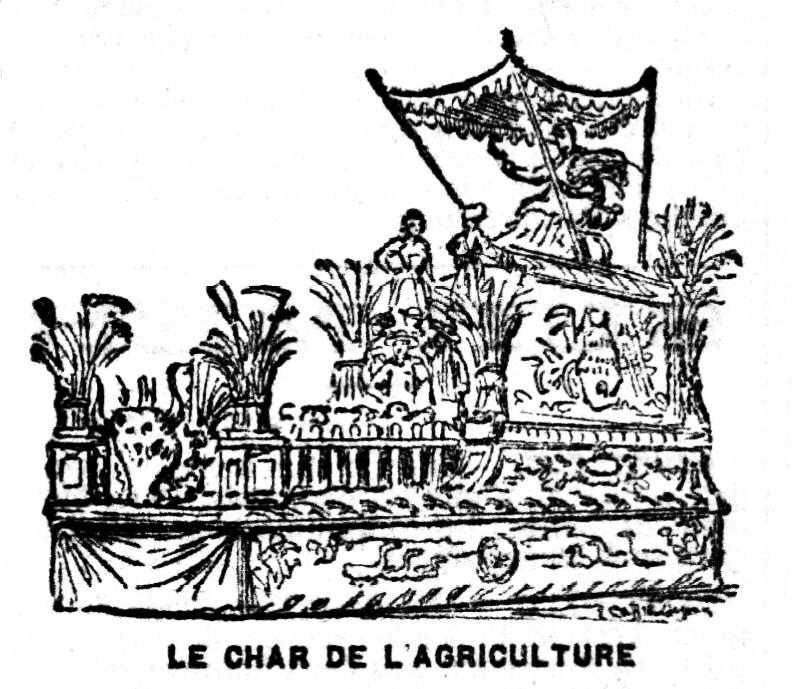
Char de l'Agriculture
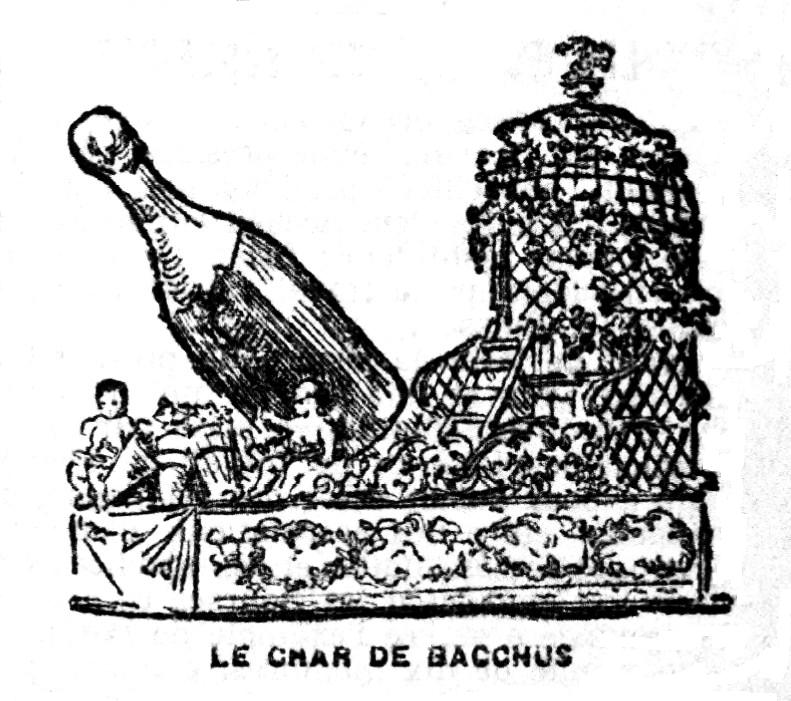
Char de Bacchus

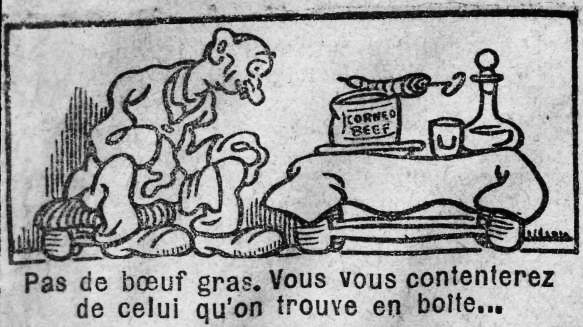
Dessin humoristique de L. Kern, 17 février 1920.

Une ou plusieurs promenades du Bœuf Gras sont organisées de 1903 à 1908 et en 1913 et 1914, souvent dans le dix-neuvième arrondissement. La sortie du 9 avril 1905, commémore avec faste — 1 800 figurants et musiciens, 400 chevaux — le centenaire du rétablissement de la fête en 1805 après l'interruption de la période 1790-1804. Un concert en plein air donné par sept cents musiciens est organisé. En 1907, ce ne sont pas moins de trois défilés qui se tiennent : le 10 février, défile le Bœuf Gras de la Rive gauche dit aussi des abattoirs de Vaugirard,, quatre jours plus tard celui de la Rive droite dit aussi des abattoirs de la Villette, et le 7 mars, dans le cortège du jeudi de la Mi-Carême, un grand Bœuf Gras artificiel en carton-pâte qui n'a donc « pas coûté cher à engraisser ». Aucune promenade n'est organisée en 1909, ni semble-t-il en 1910 bien qu'une subvention ait été votée. En 1913, le défilé se tient lors d'une Fête de l'Agriculture après la clôture du Concours général agricole,. L'année suivante, un grand Bœuf Gras en carton défile à la Mi-Carême à Paris. La Première Guerre mondiale interrompt les festivités.
Le Bœuf Gras fait une apparition le 27 mars 1924. Il défile en camion avec une génisse, quatre Bœufs primés au Concours agricole et des moutons gras. En 1926, pour protester contre l'augmentation exagérée des droits universitaires, dans le cortège étudiant du mardi gras 16 février, organisé par le comité des fêtes du quartier Latin, « est promené un bœuf maigre… celui de la vie chère !… ». Le jeudi de la Mi-Carême 19 mars 1936 paraît constituer la dernière sortie du Bœuf Gras au XXe siècle.

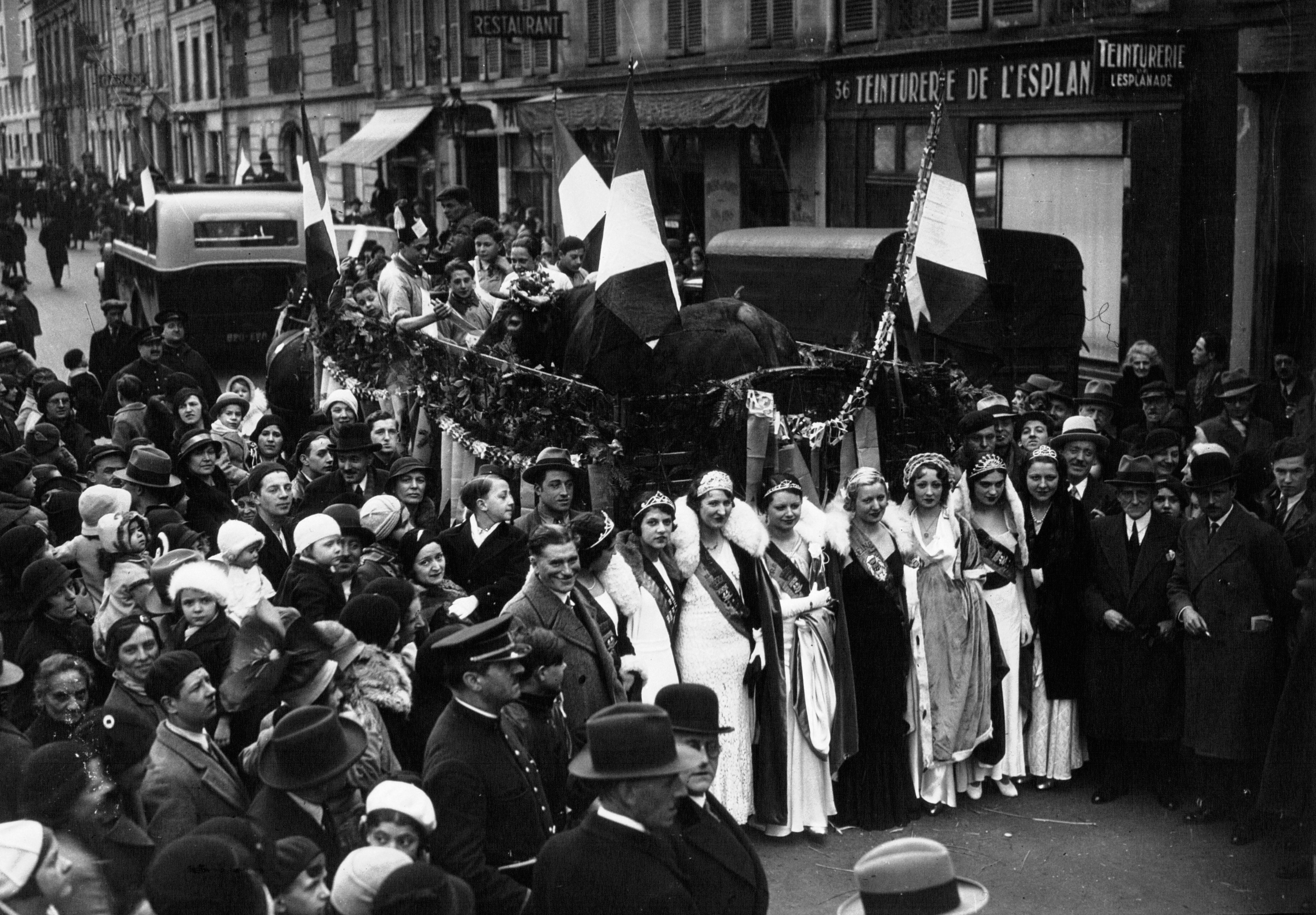
Le Bœuf Gras de la Mi-Carême 1934 défile sur un char attelé rue Saint-Dominique
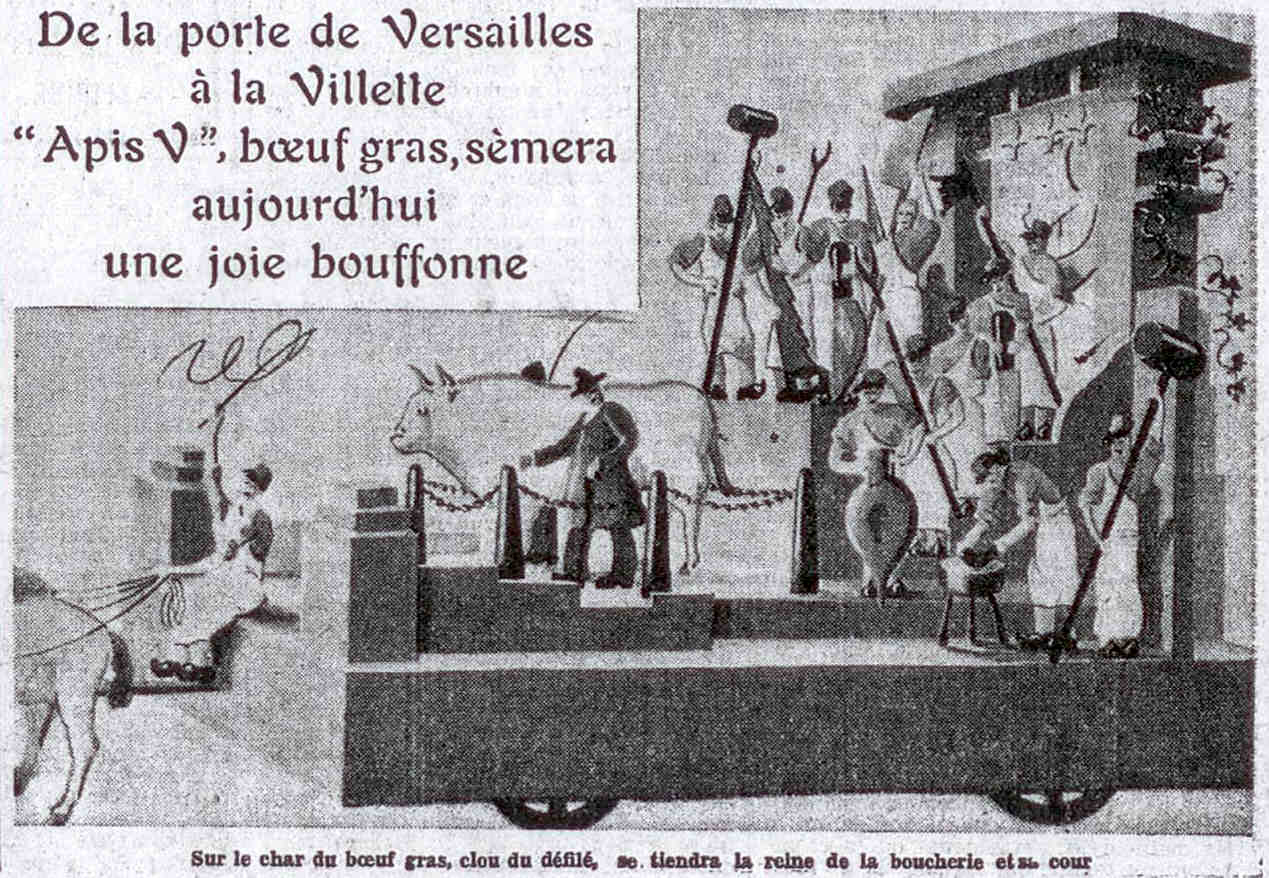
Dessin du char du Bœuf Gras 1936

### Un difficile retour

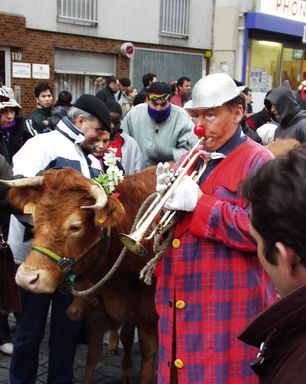
Pimprenelle et Pat le Clown en tête du Carnaval de Paris 2004.

Quinze années passent ensuite sans aucun cortège du Bœuf Gras. En mai 1951, le Comité du bi-millénaire de Paris le fait reparaître dans le quartier des abattoirs de la Villette. L'année suivante, le Comité des fêtes du 19e arrondissement organise le 20 avril 1952 la sortie du Bœuf Gras entouré de cent élèves de l’École supérieure de la boucherie, en costume de travail, et levant vers le ciel les blasons de la corporation,. Puis la fête tombe dans l'oubli pendant presque cinquante ans. L'initiative de la renaissance du Carnaval de Paris vient de la rencontre de Basile Pachkoff avec Catherine Poulain qui ont fondé l'APCP avant de réapparaître en septembre 1998 avec la contribution d'Alain Riou. Le premier «Bœuf Gras» est, non pas un bœuf mais une vache de 800 kg, est nommée Impatiente-Saint-Fargeau ou Pimprenelle. Elle n'est pas abattue à la fin de la fête et retourne dans ses près à Saint-Priest-les-Fougères,,. Quatre vaches se succèdent par la suite jusqu'en 2014, dernière sortie actuellement enregistrée dans le cadre du carnaval de Paris.

## Choix de l'animal et de son nom

### Désignation des Bœufs

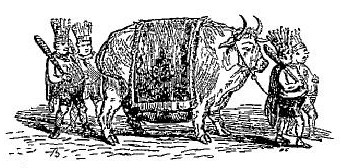
Le Bœuf Gras vu par Bertall en 1845-1846. Légende du dessin : « Le bœuf gras. Élève sorti de l'institution Cornet. »

Aux XVIIIe siècle et XIXe siècle, les cortège du bœuf gras comprennent un certain nombre de paramètres communs. Bien évidemment, les animaux choisis sont particulièrement corpulents. Le terme gras est utilisé pour désigner un animal fort en viande et pas nécessairement en graisse. Quelques éleveurs ont l'honneur de fournir des animaux à plusieurs reprises. En 1829, par exemple, c'est la sixième fois en sept ans que M. Cornet, propriétaire de Caen, amène au marché de Poissy les bœufs gras cotentins destinés à être promenés dans Paris. Les deux animaux pèsent chacun 1 180 kg. L'éleveur Cornet en fournit encore de nombreux autres dans les années 1830,.
Faire défiler un bœuf est une opération publicitaire pour le boucher acquéreur et l'éleveur. Dans son ouvrage Du commerce de la boucherie et de la charcuterie de Paris et des commerces qui en dépendent Louis-Charles Bizet voit dans la tradition du bœuf gras « un stimulant pour les éleveurs de bestiaux, une prime accordée aux nobles travaux de l'agriculture, un honneur pour celui qui avait fourni le bœuf gras ». À partir de 1821, le ou les futurs bœufs destinés à la Promenade sont désignés par un collège de boucher sur les marchés aux bestiaux près de Paris. Le ou leurs acquéreurs se chargent alors de l'organisation de la fête, auparavant délaissée aux garçons-bouchers,. Dans les années 1830-1840, le marchand boucher Rolland s'adjuge ainsi le monopole du bœuf gras. Une partie des frais — chars, costume, rémunération des participants — est compensée par des dons des personnes chez qui l'animal est présenté, du syndicat de la boucherie, une aide matérielle de la préfecture de police et les gains espérés en termes publicitaires,,,. À partir de 1896, l'animal est choisi au palais de l'Industrie, à l'occasion du Concours général agricole. Mais, la destruction totale de l'édifice en 1900 déplace le concours au quartier de la Villette.

### Nom de l'animal
À partir de 1845, les bœufs reçoivent des noms particuliers. Ils peuvent être en rapport avec l'actualité : la guerre au Mexique fait nommer un bœuf Mexico, une victoire de Napoléon III amène un autre bœuf à s'appeler Magenta. Les noms peuvent aussi rappeler des pièces d'opérette en vogue — Rothomago et Lalla-Roukh en 1863 —, des succès musicaux — Tu-vas-me-l'payer, en 1862, L'pied qui remue, en 1863, d'après des chansons à la mode — ou littéraires du moment,. En 1845, il porte le nom de Goriot d'après le roman de Balzac. L'année suivante, il est nommé Dagobert, d'après le roman Le Juif errant d'Eugène Sue. La cavalcade qui suit l'animal se compose des principaux personnage du roman : Dagobert monté sur Jovial, avec Rose et Blanche, le prince Djalma, le maréchal Simon, Rodin tenant son parapluie ouvert, etc.. Progressivement, il est dit d'un auteur ainsi honoré qu'« il est entré à l'abattoir ». « Être Bœuf Gras » est une métaphore qui signifie avoir du succès. Cette nouvelle mode est commentée, en 1847, par Théophile Gautier et, avec beaucoup d'ironie, par Charles Monselet :
« Du reste, aucun genre de gloire ne lui aura manqué (à Alexandre Dumas). Le bœuf gras de cette année vient d'être baptisé Monte-Cristo, ce qui n'est pas un mince honneur, vous pouvez le croire. Cet animal littéraire, qui s'est tour à tour appelé Goriot et Dagobert, est passé désormais à l'état de prime et se décerne maintenant au meilleur éleveur de romans-feuilletons. On a le bœuf gras, comme on a un fauteuil à l'Institut. C'est le complément de toute réputation, le bouquet, l'apothéose, le laurier du Capitole. Eugène Sue et Balzac l'ont eu chacun à leur tour ; M. Dumas ne pouvait long-temps demeurer en reste. Apprêtez le char triomphal avec le Cupidon bouffi, l'Hercule empanaché et le sauvage brandissant sa massue ; voici venir les Orosmane de l'étal et les Almaviva de la charcuterie. C'est Monte-Cristo qui passe, c'est le roman-feuilleton qu'on mène à l'abattoir. »
Soixante-cinq ans plus tard, parlant de cette pratique, Le Gaulois écrit, le 27 février 1913 : « Ainsi c'était un grand honneur de voir donner - les bouchers votaient entre eux - le nom d'une de ses œuvres au bœuf triomphateur de l'année. On appelait cela, par extension, être bœuf gras : Timothée Trimm le fut, Mlle Thérésa aussi, Émile Augier, Offenbac, Sardou, etc. ».

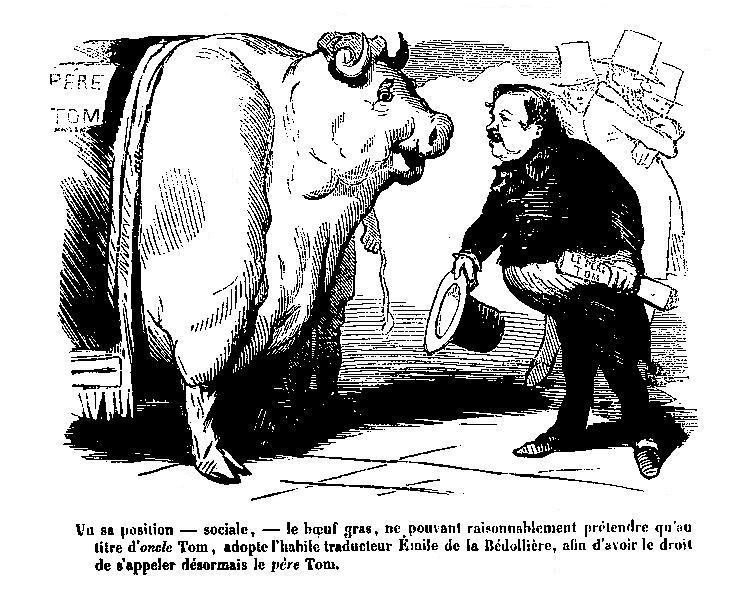
Le Bœuf Gras de 1853 vu par Bertall.

En 1853, les trois Bœufs Gras qui défilent portent des noms des personnages du livre d'Harriet Beecher Stowe La Case de l'oncle Tom du fait de son immense succès : Shelby, Saint-Clare et, suivant la traduction du roman par Émile de La Bédollière, Père-Tom et non pas Oncle Tom. Une controverse linguistique s'est élevé à ce propos.
En 1867, plusieurs journaux se prêtent au jeu de proposer des noms à l'avance. Certains seront bien donnés aux douze bœufs qui viendront à défiler à tour de rôle lors du carnaval. L'artiste André Gill, qui participe à l'évènement, a l'honneur d'en baptiser un du nom du journal satirique La Lune auquel il collabore. Toutes les bêtes ont été acquises par le marchand boucher parisien Fléchelle, pour pas moins de 40 000 francs, lequel fournit les bœuf gras pour la septième fois. « Jamais on n'aura constaté sur de plus pesants spécimens le triomphe de l'embonpoint… » affirme Timothée Trimm. Leur poids est compris entre 1100 et 1 500 kg. Âgés de 4 à 6 ans, de race cotentine, ils ont été engraissés pendant deux ans et présentés à l'Exposition universelle de 1867 : « Ces géants, dont l'engraissement dure au moins deux ans, ne sont pas des modèles de structure, on le sait, mais leur engraisseur dépense, pour les choisir et les préparer, au moins autant de science qu'il lui en faudrait pour remporter la coupe d'honneur à Poissy ; il est vrai que, l'année dernière, il a vendu ses élèves à un assez bon prix. ».
Il arrive qu'une fois baptisés pour la fête, les bœufs gras changent encore une fois de noms. C'est ainsi qu'en 1868 les quatre bœufs gras, d'abord annoncés sous les noms de : Gulliver, la Cagnotte, Blondin et Rumford, défilent finalement sous les noms de : la Nièvre, Mignon, le Lutteur masqué, car il est affublé d'un loup en taffetas noir, et Paul Forestier.

### Le cas Sarlabot

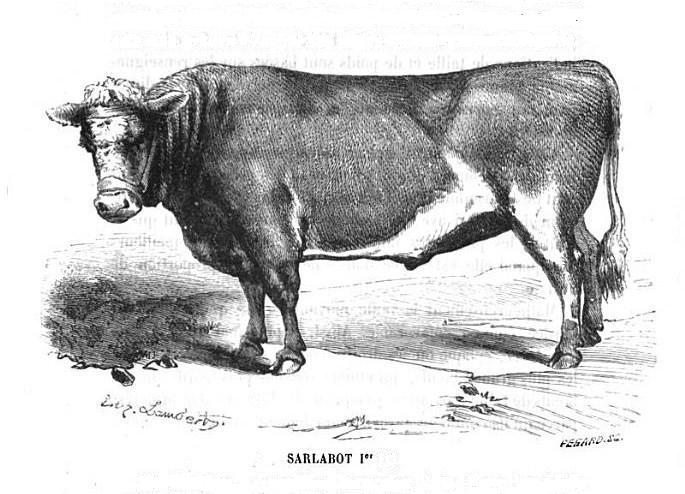
Sarlabot, Bœuf Gras de 1857, par Eugène Lambert

En 1857, la Promenade des Bœufs Gras suscite un intérêt inaccoutumé du fait de la présence de Sarlabot, un bœuf d'une nouvelle race normande, dite cotentine, élevé et engraissé par Henry Dutrône, sur son domaine de Sarlabot, à Trousseauville-Dives dans le Calvados,. Il s'agit d'un bœuf sans cornes, obtenu par des croisements avec des races anglaises sans cornes. Le Journal d'agriculture pratique publie le portrait gravé de la bête qui est repris pour illustrer deux brochures,. Les qualités laitières sont particulièrement soulignées. Sarlabot, qui porte le nom du domaine où il est né, est abattu le 19 avril 1857. Il est a posteriori Sarlabot Ier,, un autre Sarlabot de la même race participant à la promenade de l'année suivante. Celui-ci est acheté après Carnaval par le boucher Duval, organisateur du défilé des Bœufs Gras 1858, dont le budget s'est élevé à 14 187 francs 10 centimes, qui entre en conflit avec l'éleveur Dutrône qui refuse de le livrer immédiatement comme exigé par le boucher.

La race bovine Sarlabot au Carnaval de Paris
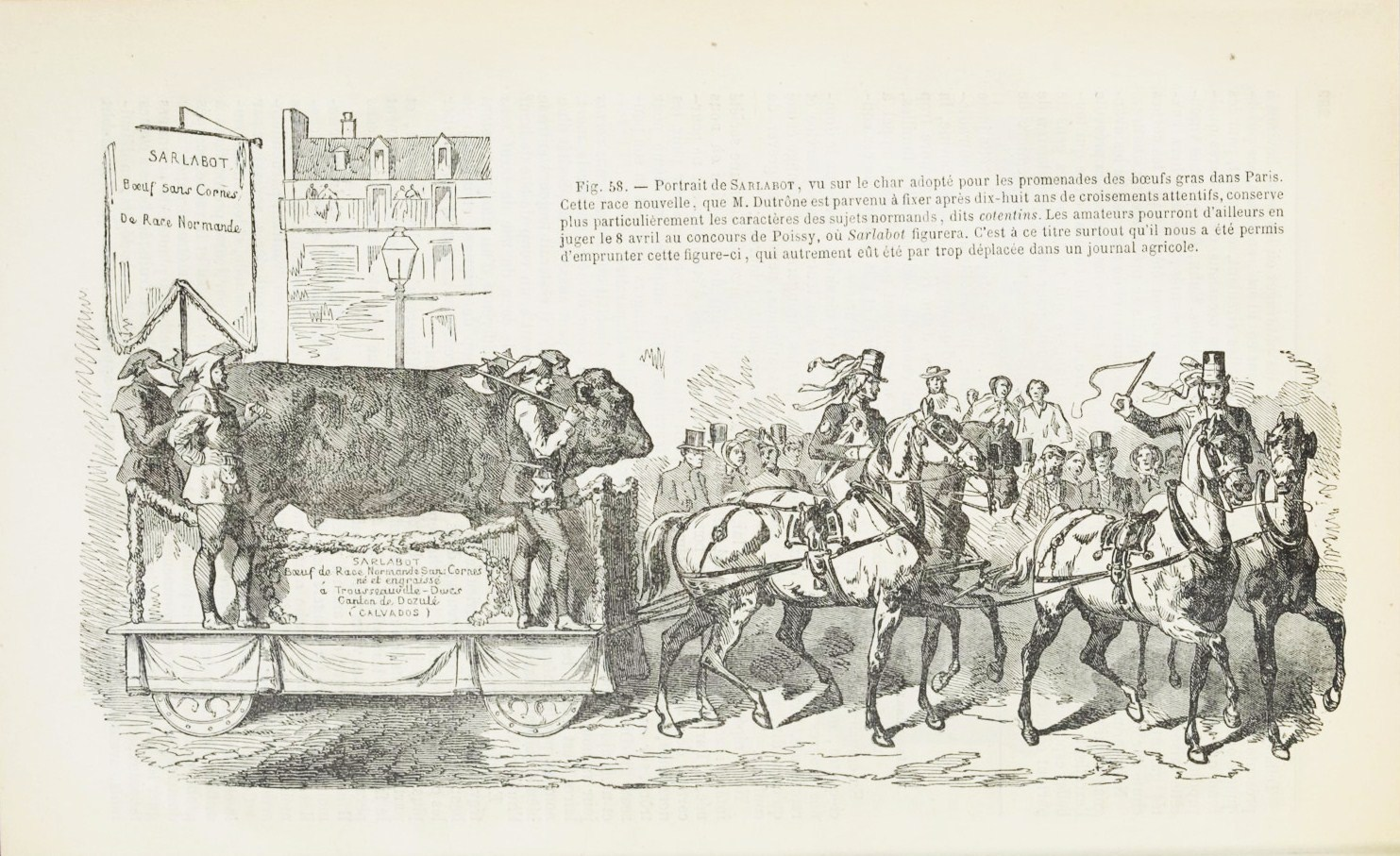
Le premier Bœuf Gras Sarlabot au défilé 1857.
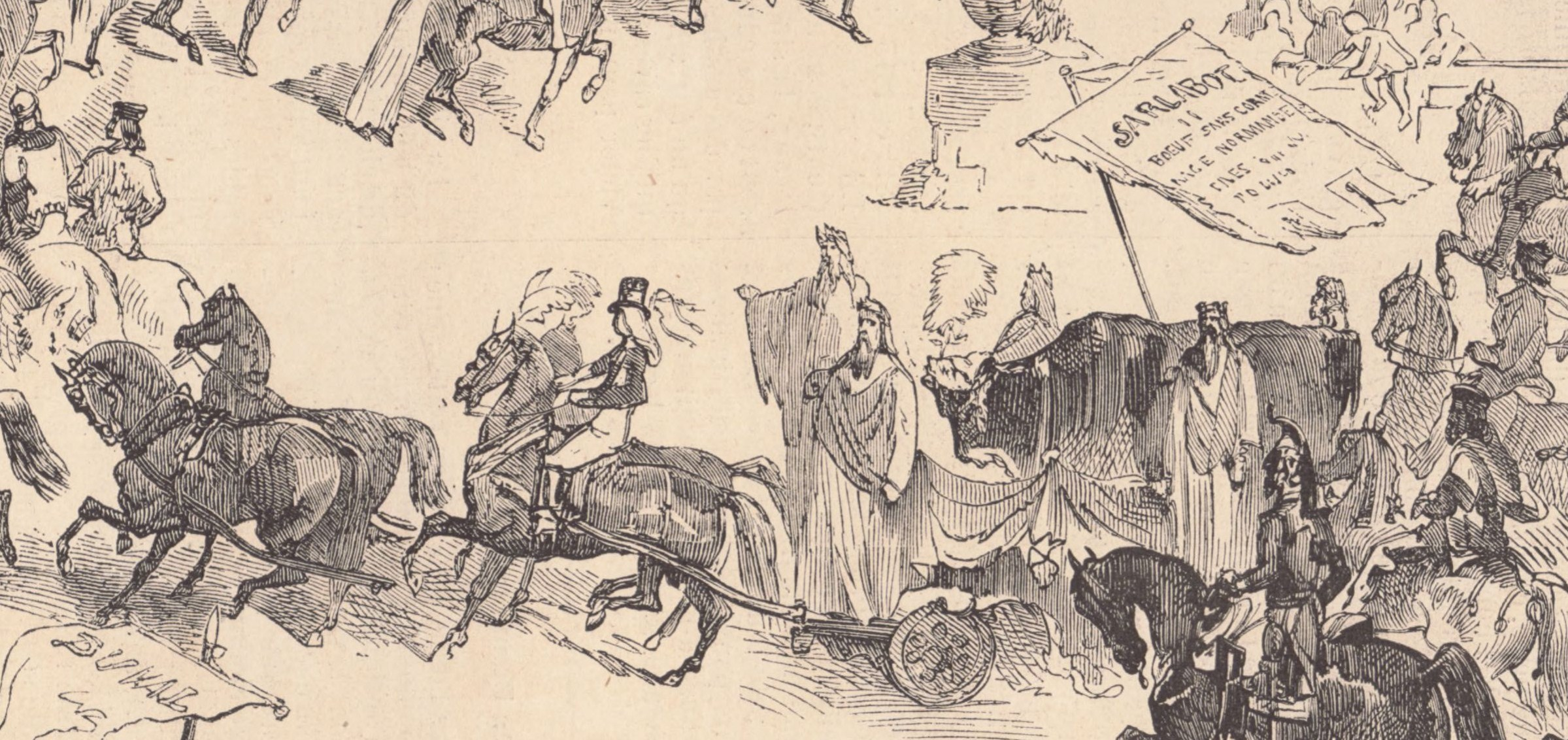
Le deuxième Bœuf Gras Sarlabot au défilé 1858.

## Le cortège

### Sa composition

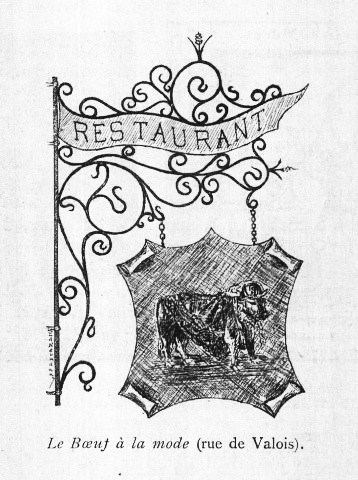
Enseigne du restaurant Le Bœuf à la mode rue de Valois à Paris figurant un Bœuf Gras enguirlandé de roses (époque Directoire).

Célébrée au moment de Carnaval, la fête consiste jusqu'au milieu du XIXe siècle en un défilé composé d'un ou de plusieurs animaux, portant divers ornements, et d'une assemblée de bouchers et garçons bouchers déguisés en sauvages, sacrificateurs ou victimaires, de turcs, accompagnés d'un enfant jouant le rôle de l'Amour, pendant un temps juché sur le dos de la bête, de musiciens et éventuellement de cavaliers. Auparavant, le ou les bœufs sont promenés au son des tambours dans une cour de l’abattoir où ils sont logés pour les habituer au bruit. Durant une période, des cordes tenues par des garçons bouchers étaient disposées en entrave pour renverser l'animal en cas d'écart de sa part.
La plus ancienne description date de 1739 : le bœuf, décoré de guirlandes de fleurs et autres ornements, avec « sur la tête, au lieu d'aigrette, une grosse branche de Laurier-cerise » et qui « étoit couvert d'un tapis qui lui servoit de housse », sert de monture au « jeune Roy de la Fête, qui étoit monté sur le Bœuf gras, avoit un grand Ruban bleu, passé en Echarpe, et tenoit d'une main un Sceptre doré & de l'autre son épée nuë ». L'équipage est emmené la veille du Jeudi-Gras par une escorte de quinze garçons bouchers, vêtus à la turque, de corsets rouges, avec des trousses blanches, portant sur la tête un turban ou toque rouge, bordé de blanc. Deux d'entre eux guident l'animal par les cornes, d'autres jouent du violon, du fifre et du tambour, d'autres encore tiennent un bâton.
En 1783, l'animal, aux cornes ornées de fleurs, qu'on a laissé s'affaiblir de crainte d'accident, est conduit par une douzaine de garçons bouchers vêtus à la turque et à cheval. La troupe marche au son d'une musique d'instruments à vent sur l'air de Malbrough s'en va-t-en guerre. Mais, le dimanche 10 février 1812, sur la place du Théâtre-des-Italiens, le Bœuf Gras parisien jette bas l'enfant qu'il porte, s'enfuit en renversant de nombreuses personnes, et n'est repris qu'avec beaucoup de peine. L'année d'après, l'enfant costumé en Amour est remplacé par un figurant personnalisant le dieu Mars. Cette innovation n'est pas reprise par la suite. En 1817, un voyageur américain, émerveillé par le carnaval de Paris, constate la présence d'« un petit Cupidon bien portant » sur le dos de l'animal. En 1821, le Journal des débats décrivant l'arrivée du cortège du Bœuf Gras au palais des Tuileries signale que « l'enfant qui ordinairement est monté sur le bœuf était porté par un homme. La taille colossale de l'animal rendant sa marche vacillante, l'enfant aurait été exposé à tomber de celui-ci ». Toutefois, selon un article de journal paru en 1903, le Bœuf Gras de 1821 se serait débarrassé, deux jours de suite, du palanquin où trônait l'enfant figurant l'Amour. Dès ce moment, l'autorité aurait décidé que le bœuf ne servirait plus de monture à personne et le fils de Vénus prend par la suite place dans un char,,,. Edmond Auguste Texier croit savoir qu'anciennement le bœuf portait un enfant déguisé non pas en Amour mais en Horus ou peut-être en Mithra.
En février 1825, il est présent quatre sauvages, trois sacrificateurs, trois turcs, vingt-cinq musiciens et trompettistes, un Amour, un Père de l'Amour, un Mercure, un Mars pour présenter l'Amour dans un char conduit par le Temps, des déesses de l'Abondance et de la Paix, quatre Romains dont deux portant les attributs du Commerce, trois hérauts d'arme, deux coureurs, cinq chevaliers et un cornac pour guider le bœuf.

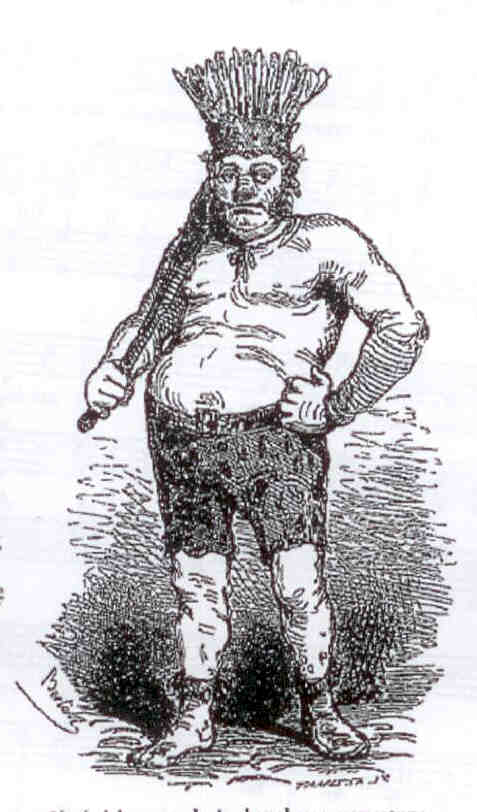
Un sacrificateur escortant le Bœuf Gras, par Bertall vers 1845.

Progressivement, des personnages non allégoriques, mythologiques ou relatifs à un passé antique sont intégrés. Fin février 1843, outre les dieux et déesses des Saisons montés sur un char couvert de velours cramoisi, à franges dorées, et trainé par quatre chevaux richement caparaçonnés, guidés par la Folie, des gardes municipaux à cheval ouvrent et ferment la marche. En tête se trouve également le corps des Musiciens du 59e de ligne. Le bœuf gras, aux cornes dorées et la tête surmontée d'une immense couronne de laurier et de cocardes, de guirlandes à rubans tricolores, est conduit par quatre sacrificateurs romains. Le reste du cortège se compose de François Ier, d'Henri III, de Louis XIII, de Louis XIV et de Louis XV.

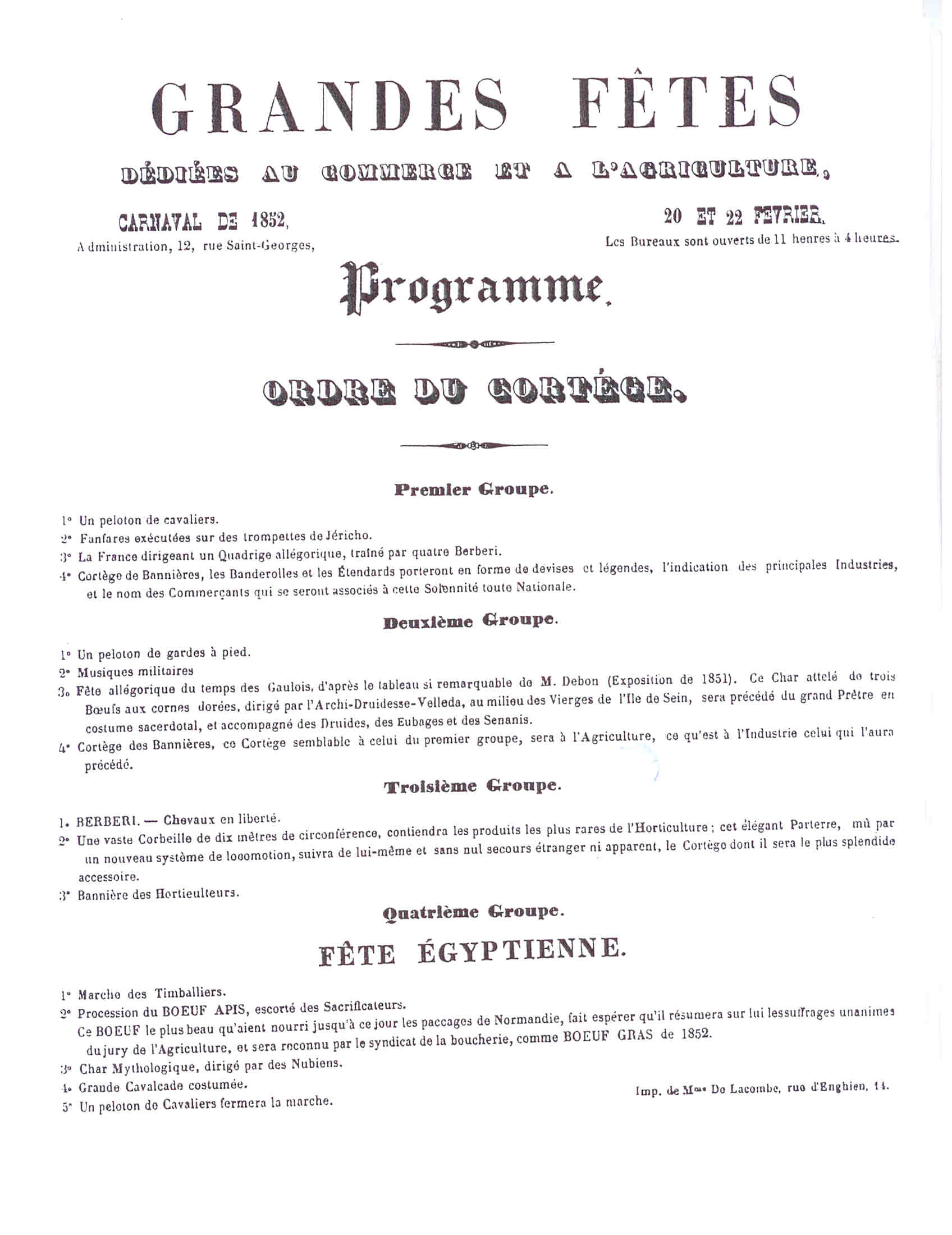
Programme du Bœuf Gras 1852.

En 1850, d'après le Constitutionnel, le cortège a subi des modifications importantes : « On n'y retrouve plus les sauvages classiques, les licteurs et les victimaires accoutumés, ni l'Amour traditionnel. Des archers du XIIIe siècle, des hérauts d'armes de Charles VI, des mousquetaires de Louis XIII, des Monténégrins à cheval et des hussards de l'Empire figureront dans ce cortège dont le costume est entièrement renouvelé. ». L'année suivante, pour son retour à Paris, le Bœuf Gras normand Liberté, paré d'une housse brodée d'or et frangée d'or et de fleurs, est précédé d'un détachement de cavaliers de la Garde républicaine et d'une compagnie de tambours en costume de janissaires. Il est entouré des quatre sauvages traditionnels ornés de plumages de couleurs et de peaux d'animaux féroces. Il est suivi d'une délégation d'éleveurs bovins normands, d'un char où se tiennent cinq femmes personnifiant Cérès et les quatre saisons, de cavaliers « dans le genre Moyen Âge » et de cavaliers de la Garde Républicaine fermant la marche. Les costumes ont été choisis par un conseil auquel siège Gérard de Nerval.
Il avait déjà été promené deux bœufs en 1829, mais à partir de 1853, il est souvent promené plusieurs animaux. Une nouveauté est temporairement apportée en 1861 puisqu'il figure dans le cortège du Bœuf Gras « un mouton gras traîné dans une petite voiture par un âne caparaçonné de bleu » et entouré de chérubins.

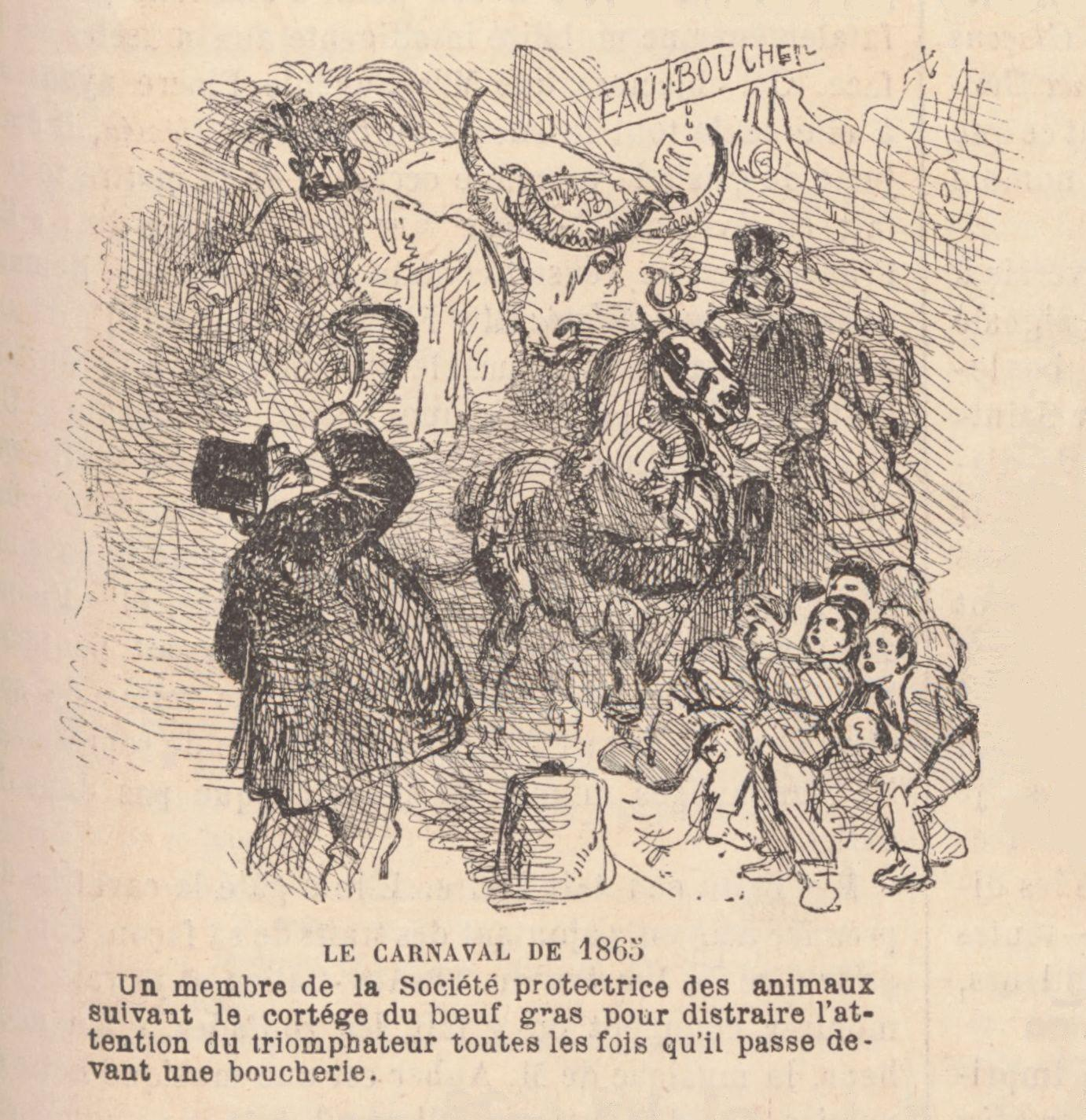
Le Bœuf Gras de 1865, caricature par Edmond Morin et Zed

À partir de 1855, le nombre de chars augmente fortement et les thématiques continuent à se diversifier. Fin février 1865, le boucher restaurateur Duval organise un grandiose cortège où pas moins de huit Bœufs Gras, achetés à l'éleveur Mesnage, sont prévus, alors qu'il n'y en a jusqu'à présent pas eu plus de six dans une même édition. Quatre d'entre eux défilent ainsi le premier jour de la cavalcade. La promenade débute « comme à l'ordinaire », avec quatre trompettes de la garde de Paris ouvrant la marche. Ils sont suivis de deux heiduques aux longues cannes à grosses pommes d'or, d'un tambour-major, des tambours et d'une musique en costume Louis XV, bleu clair, galonné d'argent. Il vient ensuite un peloton de hallebardiers, des chevau-légers, des dragons Louis XV et des mousquetaires. Ils précèdent le premier char, portant le bœuf Ba-ta-clan, escorté de soldats chinois et flanqué de sacrificateurs romains et gaulois. Le deuxième char supporte des arbres et des frondaisons parmi lesquels se tiennent des bergers, « peut-être Estelle et Némorin, enfin un sujet à la Florian ». Le troisième porte le bœuf Capitaine Henriot, le quatrième, de nombreux moutons paissant sur un rocher de toile peinte, le cinquième, le bœuf de race cotentine Maître Guérin, « le plus beau des sujets », pesant 1 303 kg. Le sixième char est celui de l'Olympe conduit par le Temps, et portant sous un vélum de pourpre et d'or l'Amour. L'avant-dernier char a pour sujet une allégorie de l'Agriculture et le dernier véhicule le bœuf Vieux Garçon. Les voitures de l'éleveur Mesnage et de l'acquéreur Duval et une musique à cheval, suivie de quelques cavaliers de la garde de Paris, ferment la marche. De nombreux gardes de Paris cavalcadent sur les côtés pour retenir la foule,.

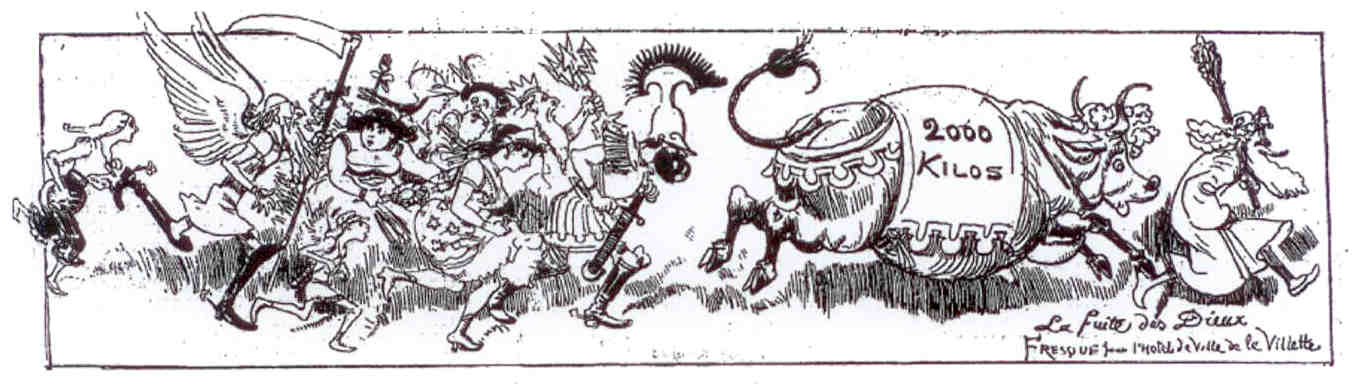
« La fuite des Dieux, Fresque pour l'Hôtel de Ville de la Villette », par Albert Robida, 1885.

L'année suivante est l'un des plus grands succès populaire de la manifestation. D'après un journal néo-zélandais, « les Garçons Bouchers étaient habillés en druides. Une voiture allégorique, à la forme d'un grand navire, a représenté la ville de Paris et enfin, il y avait Gargantua, un géant monstrueux, qui a avalé sans cesse toutes sortes de nourriture, qui lui étaient fournis par une bande de petits garçons habillés en cuisiniers. La procession du bœuf gras a défilé dans les rues de Paris le dimanche, lundi et mardi, et a visité les résidences des hauts personnages officiels. Le lundi, comme c'est la coutume, la procession du Bœuf Gras a rendu visite aux Tuileries pour rendre hommage à l'empereur. La pauvre bête, vouée, comme les gladiateurs antiques, à mourir, a peut-être salué Napoléon dans son langage, comme l'ancien César, avec les mots, « Ave, César, moriturus te salutat, » après quoi il a poursuivi sa marche triomphale. Le Bœuf Gras cette année était un animal magnifique, et pesait 1 360 kg ». Un porc gras véhiculé par un char faisait également partie de la promenade.
Au début du XXe siècle, le défilé du Bœuf Gras n'est plus qu'un élément parmi d'autres des festivités carnavalesques. En 1907, le défilé associe la cavalcade du Bœuf Gras à des chars thématiques venus de l'ensemble des arrondissements parisiens, et au cortège de la Reine des Reines de Paris. Les étudiants parisiens sont parfois associés au cortège comme en 1913 ou en 1924. En 1914, Le Bœuf Gras en carton accompagné d'un sacrificateur de même, sur un char, s'intègre à un long défilé comprenant de nombreux chars constituées selon la thématique Fêtes et Carnavals à travers les âges ainsi que les reines élues pour la fête, lesquelles sont reçues à l'Hôtel de ville et à l’Élysée.

### Le parcours

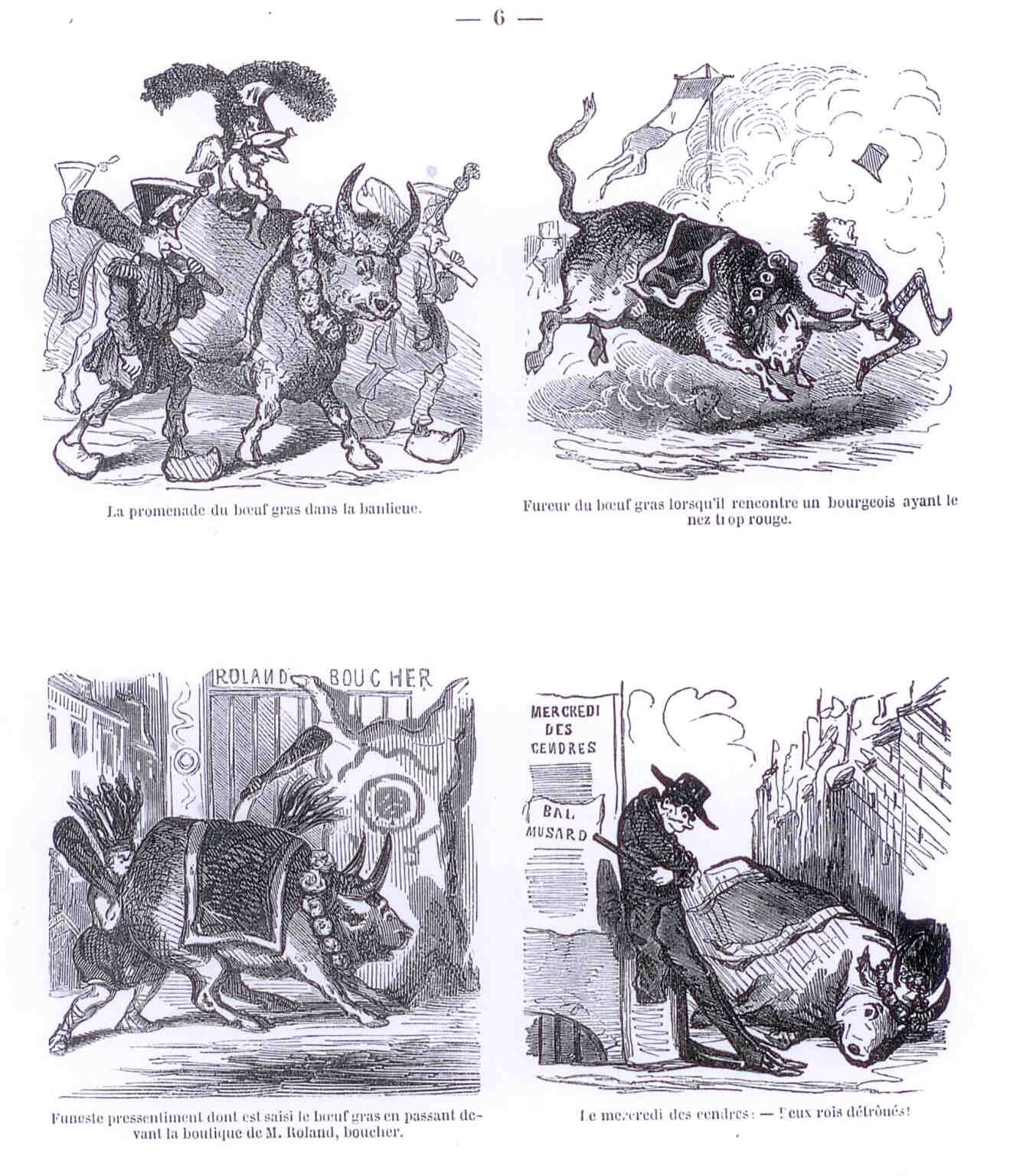
Caricatures de Cham illustrant la Promenade du Bœuf Gras vers 1850.

Le parcours de la promenade qui traverse les rues de Paris change constamment. Régulièrement, toutefois, il fait halte à proximité des bâtiments du pouvoir : résidence ou siège du chef de l'état français, des ministres, des ambassadeurs, du préfet,. En 1739, le cortège visite différents quartiers et monte notamment jusqu'au premier étage du palais où siège le Parlement de Paris. En 1806, par exemple, il s'arrête devant le palais des Tuileries pour y être salué par l'impératrice Joséphine de Beauharnais. En 1821, le Bœuf est amené dans la cour des Tuileries et au Palais-Royal. En 1851, il passe devant le palais de l'Élysée où vit le président et futur empereur Louis-Napoléon Bonaparte. En 1863, le Bœuf-Gras, accompagné de son jovial et nombreux cortège entre dans la cour des Tuileries où il défile deux fois devant le Roi et ses proches qui paraissent prendre plaisir au spectacle. Des Tuileries, le Bœuf-Gras est ensuite conduit à l'Élysée-Bourbon, au Palais-Royal, au palais Bourbon, puis aux hôtels des principaux fonctionnaires de Paris. L'année suivante, dans la cour du palais des Tuileries où se presse une immense foule, le lieu ayant été ouvert exceptionnellement au public, le cortège défile lentement sous les balcons où se tiennent l'empereur, l'impératrice et le prince impérial, se range en demi-cercle, puis exécute plusieurs symphonies. Dans la première moitié du XIXe siècle, en fin de journée, les membres déguisés du cortège sont invités à banqueter chez l'organisateur de l'évènement,. Il apparaît une nouvelle fois en 1870 dans la cour du palais des Tuileries.
Fin décembre 1895, le Conseil municipal de Paris émet le souhait que le cortège qui doit renaître en 1896, « en raison de ses dimensions peu communes » se forme à l'arc-de-triomphe de l’Étoile et descende l'avenue des Champs-Élysées. Ce prestigieux trajet est emprunté en partie dès l'année suivante. dans les premières décennies de 1900, le parcours reste souvent confiné au 19e arrondissement.
En 1907, le défilé, au sein duquel le Bœuf gras n'est plus qu'une composante parmi d'autres, part rue de Rivoli, emprunte l'avenue des Champs-Élysées, l'Avenue de Marigny, la place Beauvau et gagne le palais de l'Élysée où il est accueilli par le secrétaire général de la Présidence de la République qui offre un bijou à la Reine des Reines de Paris. Six ans plus tard, il ne parcourt que les principales artères des 5e et 13e arrondissements de Paris. En 1914, les reines élues pour la fête sont reçues à l'Hôtel de ville et à l’Élysée : le Bœuf gras n'en a pas les honneurs. Les étudiants sont encore partie prenante du cortège en 1924 et, en 1926, ils défilent à part avec un bœuf en carton pâte.

## La mort du bœuf gras

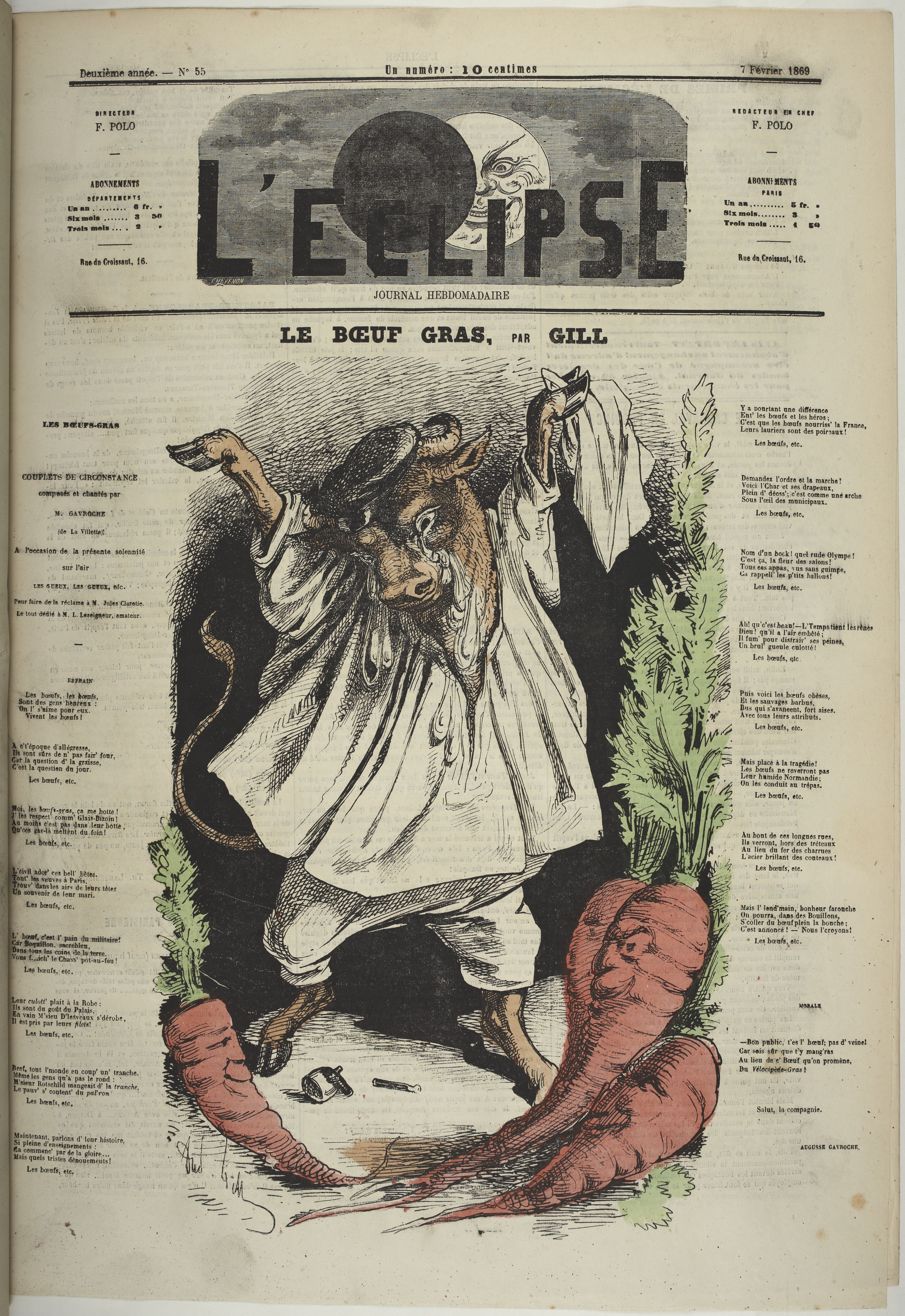
Le Bœuf Gras pleurant sur sa fin prochaine, Gill, 7 février 1869.

Après le défilé, le ou les bœufs gras sont abattus et leur viande débitée à un prix élevé chez les grands bouchers : le double du prix ordinaire d'après Louis-Charles Bizet. En 1851, toutefois, l'éleveur Adeline vend la viande de ses animaux à la criée, comme la viande ordinaire : « Le pauvre ainsi que le riche, disait-on, aura la facilité, cette fois, de pouvoir manger du Bœuf-Gras ». Tout ou partie du ou des animaux pouvait être achetée en masse. En mars 1867, un restaurateur fait sa publicité dans Le Petit Journal pour les tripes à la mode de Caen : il annonce être le seul acquéreur et propriétaire des tripes des bœufs gras.
À plusieurs reprises court la rumeur que l'animal n'a pas pu atteindre l'abattoir. Ainsi, le 1er mars 1840, le premier jour du défilé du Bœuf Gras est particulièrement mouvementé.
« Arrivé rue Sainte-Appoline, ce roi du carnaval, succombant sous le poids de ses grandeurs et de son énorme embonpoint, s'est affaissé dans le ruisseau. Sa mort a été résolue sur-le-champ, et MM. les bouchers, improvisant d'indignes funérailles, ont en pleine rue procédé à son abattage. Le décès du monstrueux animal a donné lieu à une mêlée et à quelques coups de poing. Il paraît qu'au moment de la mort du bœuf gras il est de tradition que tous les assistants ôtent leur chapeau en signe de deuil et de respect. MM. du cortège ne manquèrent pas en effet de crier : Chapeau bas ! aux curieux, ignorants de la tradition. Ceux-ci n'ayant pas jugé à propos d'obéir à cet usage, quelques garçons bouchers se détachèrent du cortège et vinrent attaquer, à coups de poing, les chapeaux des récalcitrants. Il s'est ensuivi une mêlée qui a duré quelques instants. Un nouveau bœuf gras a été couronné ce matin roi du carnaval. »
Mais, deux jours plus tard, Le Moniteur parisien dément le fait de l'abattage en pleine rue. L'animal n'ayant pas pu continuer sa promenade, il a été amené à la caisse de Poissy où il a passé la nuit. Il n'est abattu que dix jours après sa chute. En 1861, d'après La Semaine des familles, à nouveau, un des bœufs gras se serait abattu dans la rue, le genou brisé, et il aurait fallu lui donner la mort immédiatement. Ce fait n'est pas relayé par La Presse littéraire.
Avant la fin du XXe siècle, l'unique bœuf à avoir échappé à l'abattoir est l'Évènement, le rédacteur en chef du journal lui ayant donné son nom ne voulut pas qu'il fût ainsi tué et le racheta pour mille écus. Il le loua ensuite au théâtre du Châtelet où il parut à plusieurs reprises parmi les acteurs de la revue La Lanterne magique.

## Réception critique

### Réception littéraire et journalistique

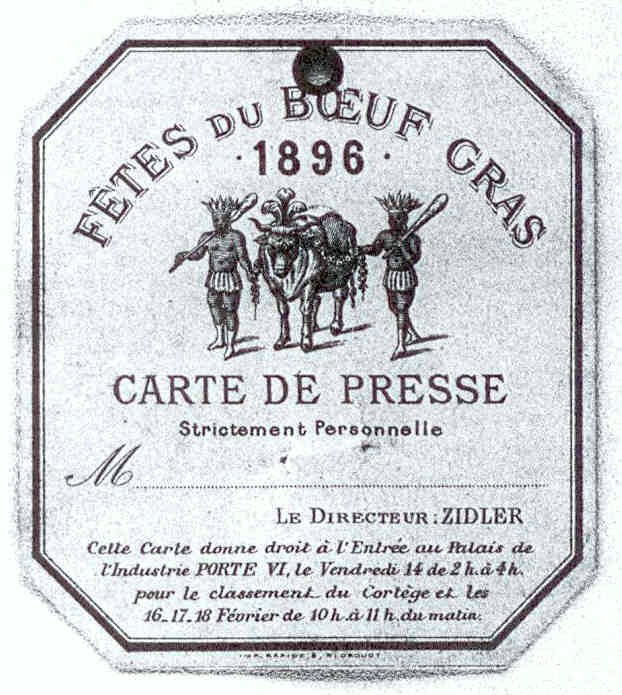
Carte de presse pour le Bœuf Gras 1896, avec les deux sacrificateurs traditionnels costumés en sauvages.

La réception critique des défilés du Bœuf Gras est très largement positive dans la presse et les descriptions mettent en valeur le défilé. Il ne met pas cependant en joie tous les spectateurs. En 1834, un commentateur du Journal des artistes le trouve niais. Quelques années plus tard, en 1844, Delphine de Girardin écrit à propos du Carnaval de Paris : « Sur le boulevard, le carnaval a été triste et laid. […] Il n'y avait de superbe que le bœuf gras : il était fleur de pêcher, c'est une belle couleur de victime ». Gérard de Nerval, en 1839, s'élève contre l'opinion de voir ou de vouloir transformer la Promenade du Bœuf Gras en une fête agricole servant à l'émulation des éleveurs français. Elle est pour lui un souvenir empreint de mysticisme de l'Antiquité romaine qu'il convient de conserver dans la société dont les institutions sont une parodie de celles de ce temps ancien :
« Nous l'avouerons, en voyant passer mardi dernier sur nos quais, envahis par la foule, le bœuf sacré, précédé de licteurs victimaires, en voyant rouler lourdement le char doré, de forme antique, où préside, comme aux jours de Rome, le vieux Saturne, doublement regrettable aujourd'hui, nous ne pouvions nous défendre d'un sentiment de respect à cette image des vieilles croyances de nos pères ! Si pauvre que fut cette mascarade, et si mal qu'elle fut rendue, c'était un joyeux spectacle de voir tomber le pâle éclat de notre soleil sur ces symboles riants, sur ces fronts couronnés, sur ces vêtements éclatants d'or et de pourpre. »

Pour Philippe Busoni, en 1851, le Bœuf Gras est, au sein du Carnaval, « son plus beau morceau de réjouissance ». Deux ans plus tard, Gustave Flaubert écrit à Louise Colet que 
« Si l'on veut prendre la mesure de ce que vaut l'estime publique, et quelle belle chose c'est que "d'être montré au doigt", comme dit le poète latin, il faut sortir à Paris dans les rues le jour du mardi gras. Shakespeare, Gœthe, Michel-Ange n'ont jamais eu 400 mille spectateurs à la fois, comme ce bœuf ! Ce qui le rapproche, du reste, du génie, c'est qu'on le met ensuite en morceaux. »
Fin février 1860, l'éditeur Louis Jourdan, très hostile au Carnaval de Paris, se désole de l'attachement des Parisiens à la tradition du Bœuf Gras. Il dit ne rien connaître de plus lugubre et de plus pénible que cette « funèbre mascarade » où « des malheureux travestis » font « des efforts surhumains pour faire croire qu'ils s'amusent ». Il lui paraît cependant qu'aucun gouvernement n'aura le courage d'y mettre fin, craignant la colère populaire. L'attrait populaire est également noté par A. Rolet dans La Presse littéraire en mars 1861. En 1857, dans un poème hostile au Carnaval de Paris : Un Mardi-Gras à Saint-Cloud, Pierre Véron se désole :
C'était un mardi-gras, ami ; dans chaque rue
Grouillait en bourdonnant cette immense cohue,
Fille de carrefours, prête dès qu'il le faut
Pour un feu d'artifice ou pour un échafaud,
Et qui, celle fois-là, courait tout empressée
Voir une pauvre hôte, à grands frais engraissée,
Traîner d'un pas boiteux sa masse avec effort,
Triste joujou paré d'avance pour la mort !
Pour Victor Hugo, dans Les Misérables paru en 1862, la fête du Bœuf Gras fait partie des « cortèges magnifiques et joyeux ». Les foules qui se pressent ordinairement au passage du Bœuf gras en font une référence en matière de notoriété. Dans la Nouvelle revue parisienne, H. de Pène peut écrire en 1864 : « Vers les mêmes jours où le carnaval jetait ses derniers grelots par les fenêtres, il a paru sur et contre l'Académie française une brochure : La Conspiration des Quarante, qui portait un titre à attirer autant de monde aux fenêtres que le passage du bœuf gras »
Du point de vue l'illustrateur et caricaturiste Bertall, en 1876, la fin du Bœuf Gras a signé la fin du Carnaval de Paris dont il ne subsiste plus de vraiment authentique que des fêtes nocturnes privées. En 1889, Anatole France — sous le pseudonyme de Gérôme — se remémore le ravissement qu'il éprouvait enfant lors du passage de la cavalcade. Deux ans auparavant, il propose plaisamment que les Parisiens, à défaut de voir défiler dans Paris le cortège du Bœuf Gras, entende son homologue bruxellois grâce au téléphone, qui vient d'être mis en service entre Bruxelles et Paris : « Voilà qui est parfait, et nos gouvernants, qui refusent depuis tant d'années de nous rendre le traditionnel bœuf gras, pourront du moins offrir un petit plaisir de compensation à la population parisienne. Elle ne verra pas le cortège, mais, grâce au téléphone, elle l'entendra ; c'est déjà quelque chose ». En 1891, alors que le Bœuf Gras ne défile plus depuis vingt ans, Richard O'Monroy assure que le défilé du Bœuf Gras est dans les souvenirs des parisiens une des grandes joies de leur enfance. Trois ans plus tard, il s'élève contre ce qu'il juge de fausses excuses à l'organisation du défilé : manque de financement, absence de cavaliers pour participer au cortège. L'année de son retour, en 1896, John Grand-Carteret se réjouit et le journal Le Figaro publie un numéro exceptionnel avec le programme des festivités.
Lors de sa dernière renaissance, en 1998, l'ethnologue Anne-Marie Brisebarre critique un projet qu'elle juge politique et assez peu culturel, puisqu'il ne garde pas grand chose de la tradition d’origine et de sa signification festive, religieuse et professionnelle. Elle note par exemple que la fête se déroule en septembre pour des raisons climatiques et non à Pâques, période généralement plus froide, et que la consommation de l'animal roi du cortège, couronnement de la fête, n'a plus lieu sous prétexte d'un monde actuel moins barbare. Ce dernier point est pour elle « révélateur de la confusion inquiétante qui règne dans les rapports homme-animal en milieu urbain ».

### Le Bœuf gras, source d'inspiration dans les arts

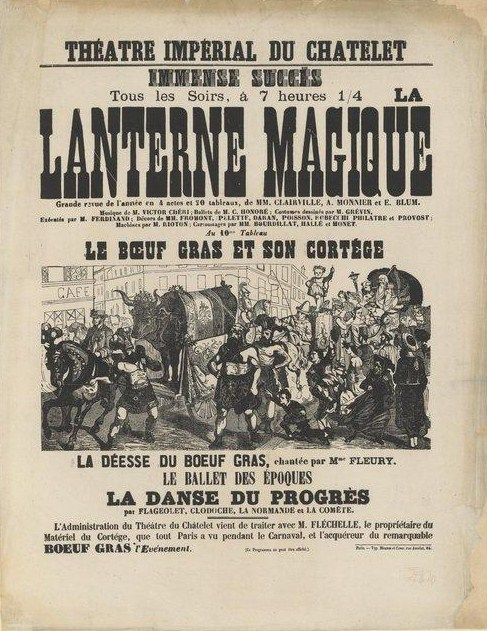
Affiche du spectacle La Lanterne magique de 1866 au Théâtre du Châtelet à Paris.

Le Bœuf Gras est une source d'inspiration dans les arts, au théâtre par exemple. L'animal apparaît dans une pièce de théâtre à écriteaux donnée à l'occasion du Carnaval de 1712 par la Grande troupe des danseurs de corde du Jeu de paume d'Orléans, à la foire Saint-Germain,. En 1745, la reprise du Thésée de Lully inspire une parodie homonyme, œuvre de Charles-Simon Favart, Pierre Laujon et Parvy, donnée le 17 février à l'Opéra-Comique. Dans cette pièce Thésée triomphe monté sur un bœuf gras. À cette occasion survient un incident comique rapporté en 1812 par les Annales dramatiques : deux hommes sont chargés de faire mouvoir le bœuf gras en carton, l'un l'avant-train, l'autre l'arrière-train. Celui de devant « lâcha une flatuosité qui suffoqua son collègue. Celui-ci, dans le premier mouvement, et pour se venger de l'effet sur la cause, mordit ce qu'il trouva sous ses dents. Léger fit un mugissement épouvantable ». Il s'ensuit une bagarre en coulisse qui manque de provoquer la mort de l'un des deux protagonistes. Le Bœuf Gras est également le sujet plus ou moins central de plusieurs autres tragédies comiques : La mort du bœuf gras de Toussaint-Gaspard Taconet (1767), La mort de Mardi-Gras de Voltaire (1809), La Descente de la Courtille de Théophile Marion Dumersan (1841), Le Bœuf enragé (entre 1842 et 1848), le très célèbre Bœuf gras de Paul de Kock (1845), Grande complainte du Bœuf gras de 1859 par Boucher (1859), L'Ordre et la Marche du Bœuf gras (1860), Les Bergers par Hector Crémieux et Philippe Gille sur une musique de Jacques Offenbach (1865), Les Déesses du bœuf gras (1866), La Déesse du bœuf gras par Élie Frébault et Alphonse Lemonnier (1866). En 1866, au 10e tableau de La Lanterne magique, Grande revue de l'année, spectacle de Louis-François Nicolaïe Clairville, A. Monnier et E. Blum défile sur scène le cortège du Bœuf Gras, avec, en vedette, le Bœuf Gras l'Événement qui a participé à la Promenade de cette année,. La reprise du Juif-Errant par le Théâtre de la Porte-Saint-Martin en 1877 comprend une cavalcade du bœuf gras qui marque l'esprit des critiques par sa réussite,. En 1914 est publié la pièce le Dialogue des bœufs gras de Louis Sonolet. Après la mort du dessinateur Cham en 1879, William Busnach propose au Théâtre des Variétés une fantaisie, l'Œil du commodore, mettant en scène un rêve du caricaturiste dans lequel il lui avait semblé retrouver un de ses oncles passé, grâce à la métempsycose, dans le corps du bœuf gras.
Le Bœuf Gras fait également une incursion dans l'opéra. Dans le cinquième acte de La traviata (1853), qui se déroule à Paris, alors que Violette se meurt, elle entend sous ses fenêtres les parisiens — un chœur en coulisses — accompagnant l'animal lors du carnaval : « Salut au Bœuf Gras ; c'est le plus beau du monde, il est le roi de la fête ; c'est notre dieu : Parisiens, chantons le Bœuf Gras, etc. »,.

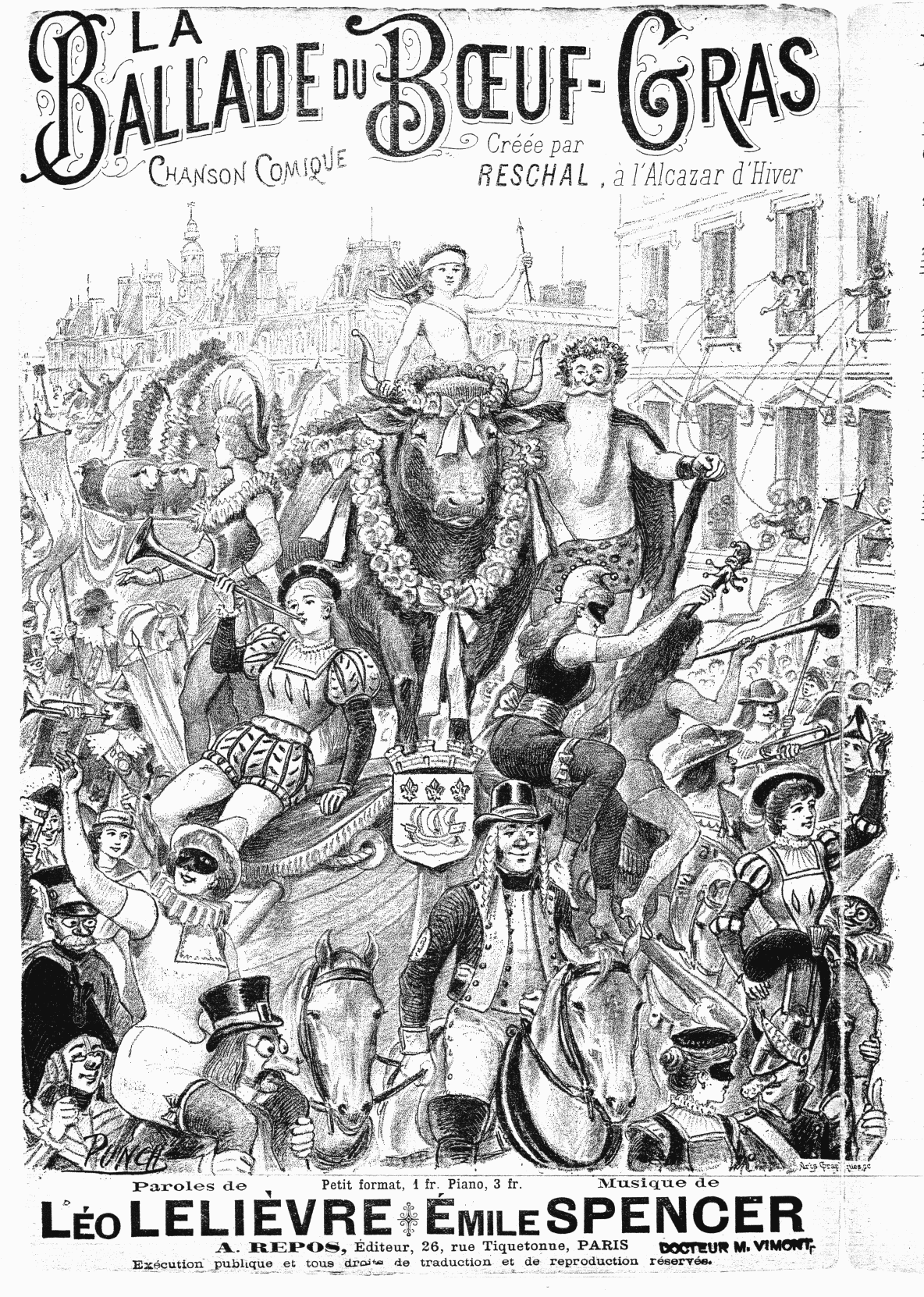
Couverture de la partition de la chanson La Ballade du Bœuf Gras. Dessin de Punch, 1895.

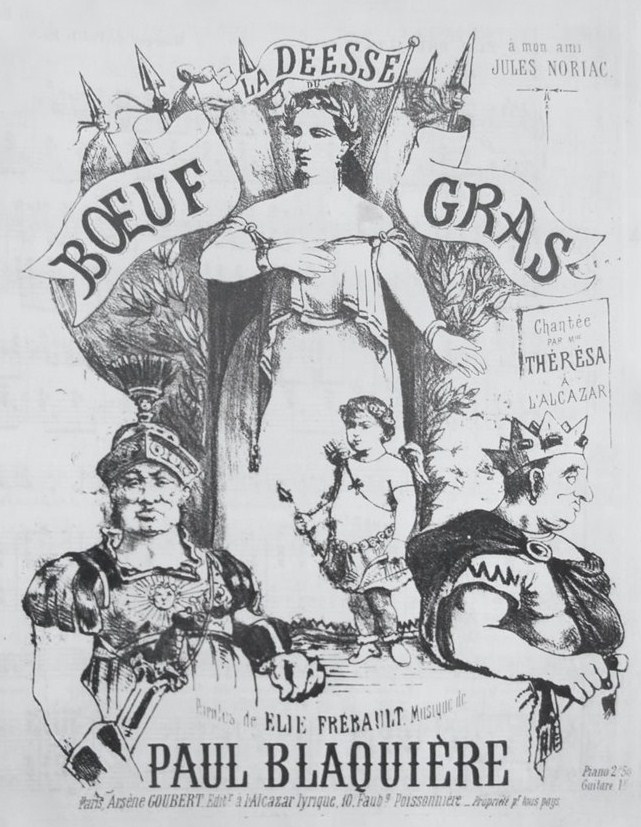
Couverture de la partition de la chanson La déesse du Bœuf Gras chantée par Thérésa, 1866

Une symphonie burlesque, la Promenade du Bœuf Gras, pour deux violons, alto, violoncelle et neuf instruments de jouets d'enfants est composée par Adolphe Blanc en 1870. Plusieurs chansons lui sont également consacrées. La plus ancienne qui ait été rapportée par écrit, Le bœuf gras. Complainte., d'Antoine Antignac, est parue dans un recueil de chansons en 1817 Elle comprend notamment le couplet suivant :
Au bruit des fifres, des tambours,

Toute la capitale

Peut admirer, pendant trois jours,

Ma pompe triomphale.

Sans être bien fin,

Sur ma triste fin

Je ne puis me méprendre ;

Car on dit : hélas !

Plus il sera las,

Plus le bœuf sera tendre.
Le chansonnier Pierre Dupont lui consacre un couplet de sa chanson Les Bœufs (1845) et Eugène Désaugiers le mentionne dans Le Balcon (1845). Consécutivement à la révolution française de 1848, le Bœuf Gras est l'objet de chansons révolutionnaires, l'une intitulée Louis-Philippe ou le Bœuf Gras détrôné (1848), une autre Du fouet à tous ces gros chiens-là !. La production chantée le mentionnant,,,,, ou en faisant son sujet central,,,,,, est particulièrement nombreuse entre 1852 et 1871. En 1871, l'établissement de la Commune de Paris inspire la chanson communarde La marche du bœuf gras et la promenade du roi Guillaume dans Paris. Plus tard, paraissent en 1896 et en 1910 les chansons comiques ou carnavalesques La Ballade du Bœuf-Gras et La Promenade du Bœuf Gras.
La littérature romanesque et la poésie ne sont pas en reste. Honoré de Balzac le fait apparaître au détour d'un dialogue dans La dernière incarnation de Vautrin (1852), Victor Hugo s'émerveille de son cortège dans Les Misérables (1862), Pierre Lachambeaudie lui consacre une fable. Pierre Véron le mentionne dans un poème contre le Carnaval (Un Mardi-Gras à Saint-Cloud, 1857), de même que Maxime (Mes crêpes, 1873) et Raoul Ponchon (L'intrépide vide-bouteilles, 1820). Charles Audigé de Preuilly (Le Bœuf gras, avant 1866), Arthur de Boissieu (La promenade du bœuf gras, 1870), Charles Monselet (Bœufs gras, avant 1880), Achille Millien (Au bœuf gras, 1896) et Georges Gillet (Rondel du bœuf gras, 1904) lui consacre un poème. Ce dernier écrit :
Allez voir passer le bœuf gras,

Triomphateur morne et placide

Qui de l'abattoir homicide

Semble déjà rêver tout bas !

Accompagnez de vos hourras

Ce roi qu'attend le régicide !

Allez voir passer le bœuf gras

Triomphateur morne et placide.

Écrasez-vous, badauds, soldats,

Femmes, enfants à l'œil avide,

Et vous, gueux dont le ventre est vide,

Pour remplacer un bon repas,

Allez voir passer le bœuf gras !
Le Bœuf gras est le sujet d'une foisonnante documentation iconographique comprenant dessins, estampes, gravures, peintures, plaques de lanterne magique, photos — certaines par Hippolyte Bayard, d'autres par des anonymes — dont des vues stéréoscopiques, un film des frères Lumière et un autre de Georges Méliès. Les programmes du Bœuf Gras sont par exemple décorés d'une xylographie anonyme illustrant la fête, des caricatures sont publiées dans les journaux — le caricaturiste Cham s'y est particulièrement intéressé —, des images illustrent poèmes, chansons, pièces de théâtre imprimées. Les principaux artistes à s'être intéressés au sujet sont Gabriel de Saint-Aubin (1750) et André Gill (1869), avec des gravures, Alphonse-Charles Masson (1840) avec une estampe, Guillaume-Frédéric Ronmy avec un tableau (1830), Auguste Vimar avec deux dessins pour les Fables de Pierre Lachambeaudie (1902). L'animal est même représenté dans l'ameublement d'époque Premier Empire. Dans les caricatures mettant en scène les bouchers, l'accent est régulièrement mis sur l'opulence indécente du boucher, suggérée par un embonpoint exagéré ou leurs riches costumes, sur leur cupidité, sur leur satisfaction orgueilleuse.

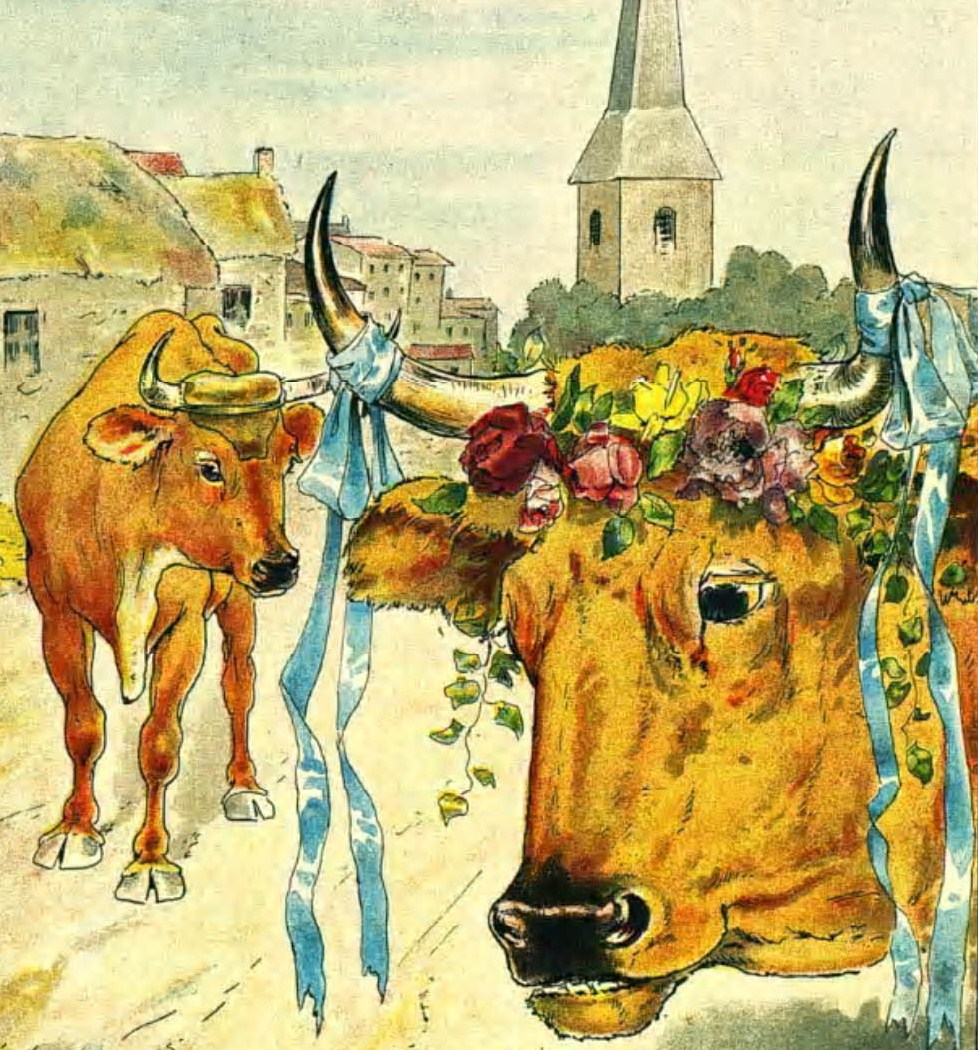
Le Bœuf gras et son compagnon vus par Auguste Vimar pour une fable de Pierre Lachambeaudie, 1903
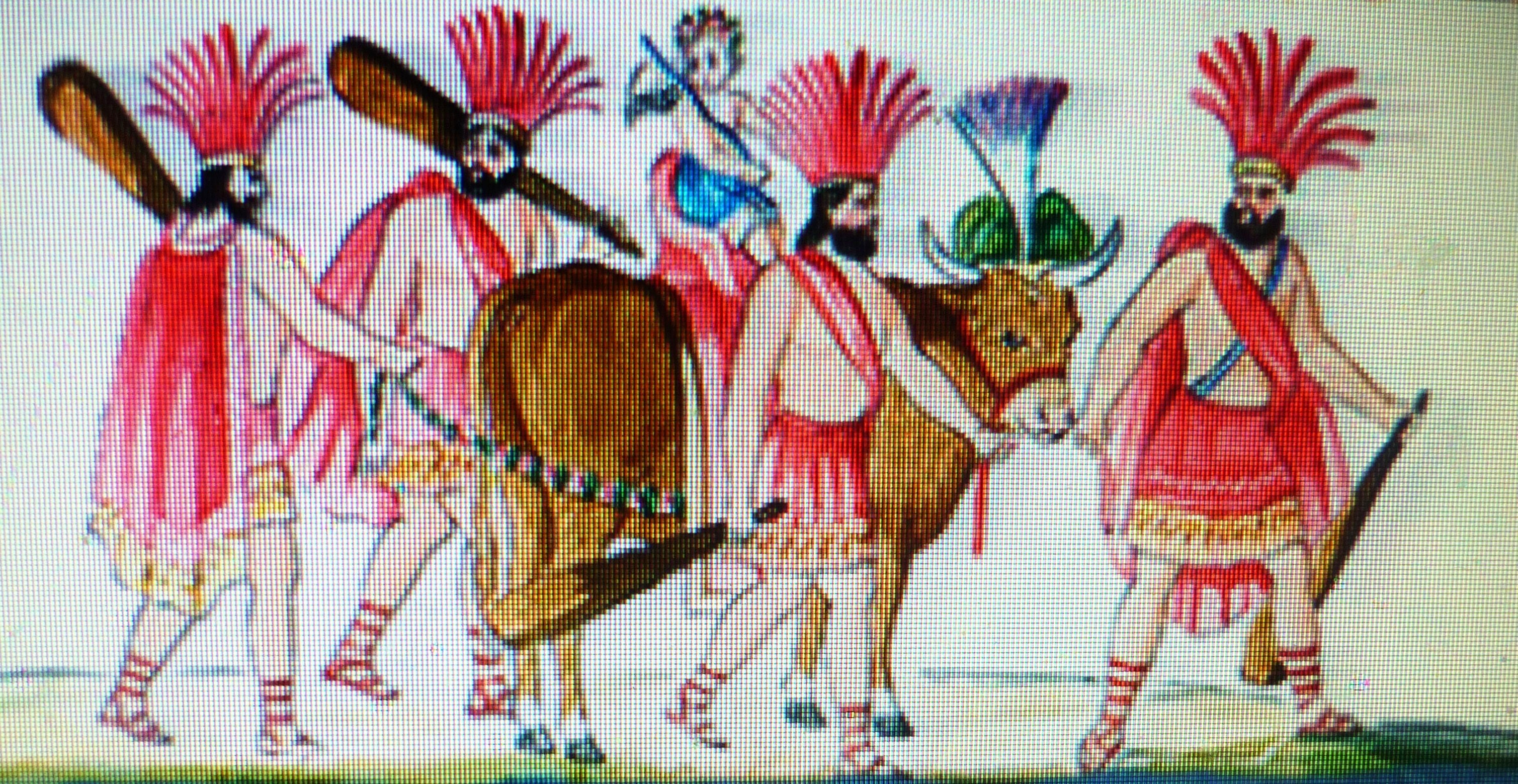
Le Bœuf Gras du Carnaval de Paris, dessin d'Auguste Lapierre, détail d'une plaque de verre pour lanterne magique, vers 1850.
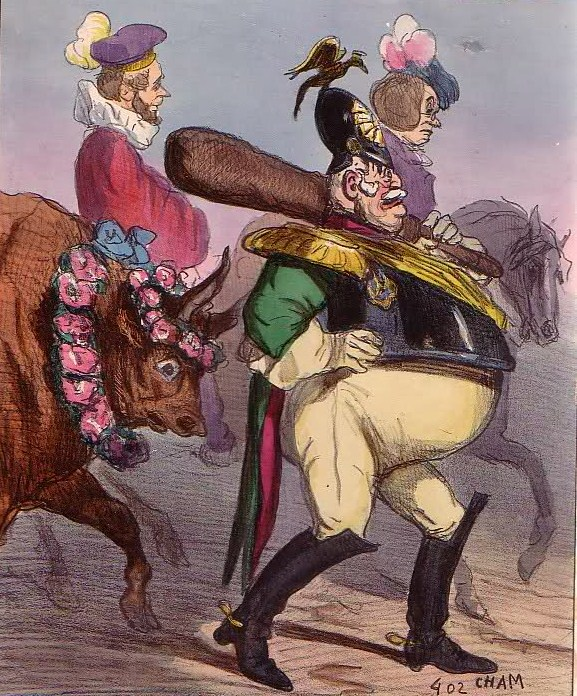
Caricature aquarellée le Sauvage moderne, pour le cortège du bœuf-gras de 1855, par Cham
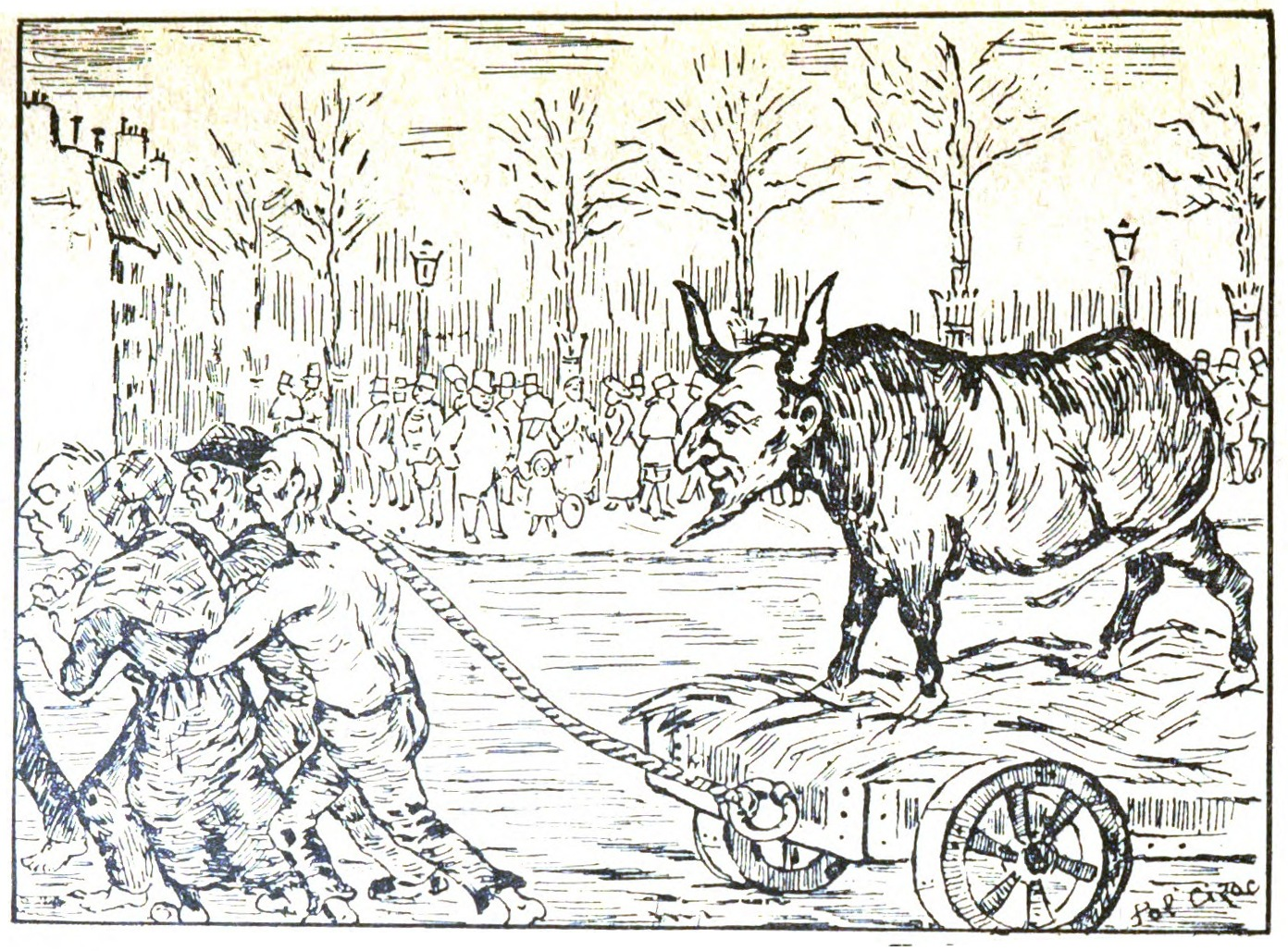
Caricature anarchiste de Pol Cizac, « Le populo trimballe le Bœuf gras… Il bouffe la Vache enragée », 1894.
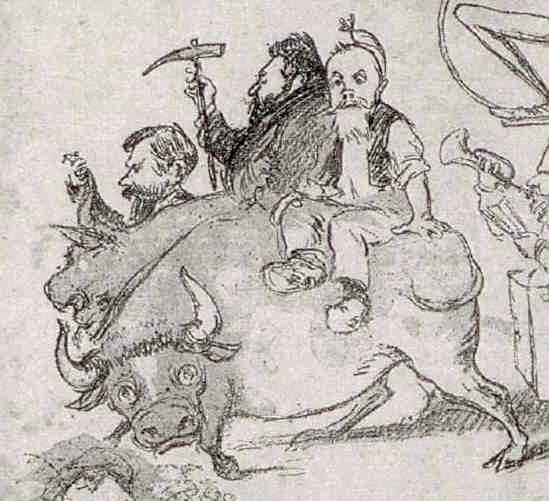
Détail d'une caricature de Charles Léandre figurant la Promenade du Bœuf, 1895.

### Fêtes parisiennes autour du bœuf gras
Élément importants de la culture populaire, plusieurs fêtes privées reprennent la thématique du Bœuf Gras. Le 15 mars 1849, à l’occasion de la Mi-Carême, est organisé le 2e Bal d'Enfants, au Jardin d'Hiver. Un Bœuf-Gras, « modelé et peint par M. Hallé et décoré par M. Godillot d'après le Bœuf-Californie de 1849 », surmonté d'un amour en palanquin distribuant des bonbons, apparaît à la fin de la fête.
Trois ans plus tard, le 24 février 1852, à une prestigieuse fête costumée parisienne donnée par Charles Ponchard et sa femme, où de nombreux artistes sont présents, au nombre desquels Jacques Offenbach, défile un bœuf gras miniature :
« Après trois bis des Cris de Paris (valse comique de Victor Parizot composée pour la circonstance) et l'exécution bouffonne de la polka des bêtes fauves, fort agréable hors-d'œuvre lyrique, dû à la fantaisie de M. Hervé, le spirituel chef d'orchestre de la Montansier, nous est apparue la marche du bœuf-gras avec ses enseignes et bannières déployées, ses hallebardes, ses trompettes en la personne de M. Cerclier de l'Opéra-Comique. Strauss, en ménétrier de village, dirigeait le cortège, le tambour en main, car pour cette grave cérémonie il avait abdiqué son archet qui ferait danser les morts. — Le bœuf-gras, amené à grands frais de Lilliput à Paris, ne comptait pas plus d'un décimètre de circonférence et pesait tout juste un demi-kilo. Il était conduit par Levassor et Malézieux, précédés de l'Amour, très-comiquement représenté par le blond neveu de Mme Dorus-Gras. Des vers, en l'honneur du Carnaval, ont été lus par Charles Ponchard (…). »
Le 15 février 1896, veille du défilé du cortège dans la rue, un autre bœuf gras parade au bal de l'Opéra où est organisée une fête masquée nocturne. Il défile aux sons d'une marche triomphale exécutée par deux grands orchestres, précédé de trompettes égyptiennes, de hérauts d'armes et de 200 figurants costumés. Les participants à la fête ont été engagés à adopter le domino avec le masque.

### Le Bœuf Gras dans la publicité

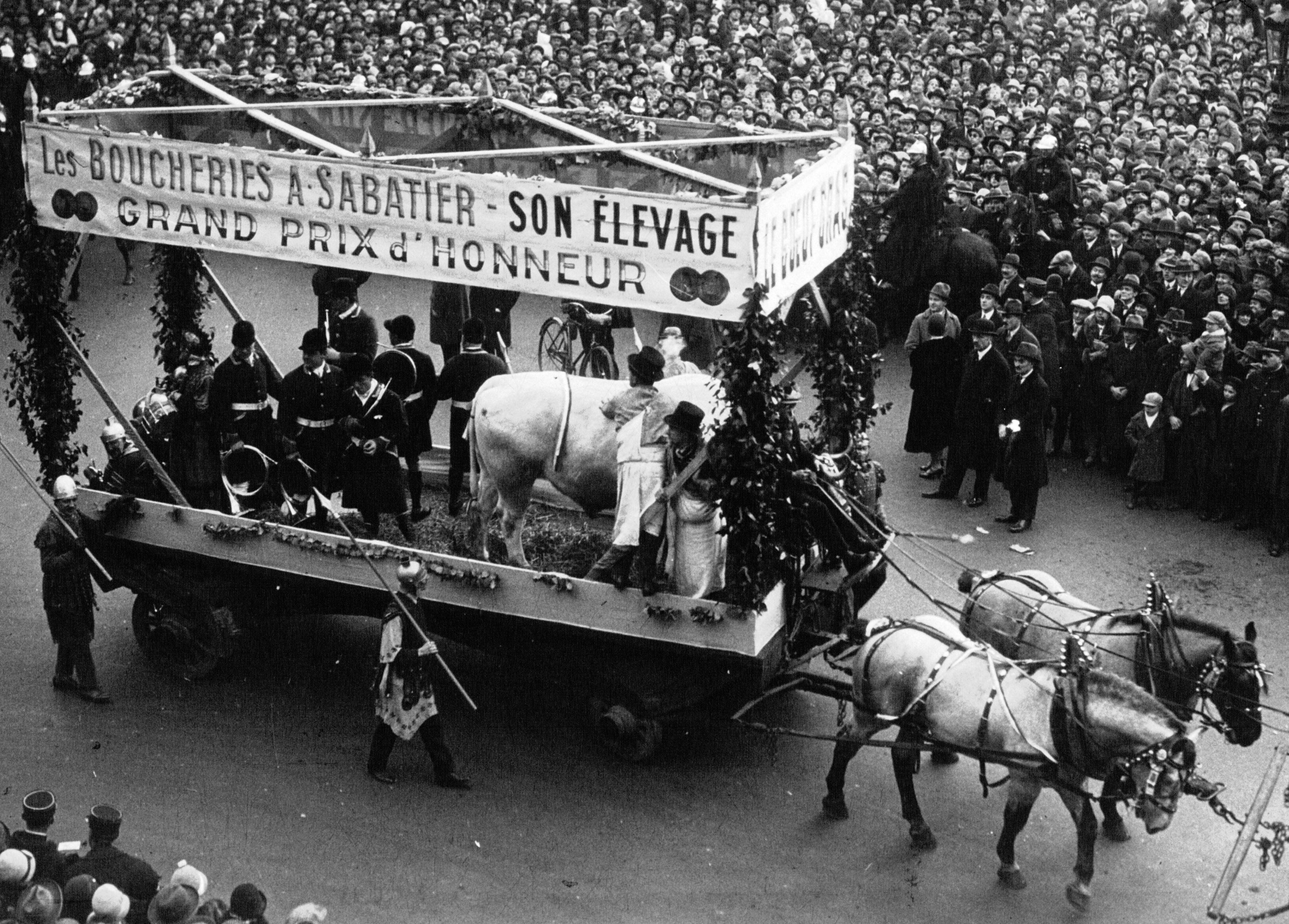
Le char du Bœuf Gras à la Mi-Carême 1928 porteur de publicités pour les Boucheries Auguste Sabatier.

L'importance du Bœuf Gras dans la culture populaire a attiré les commerçants et industriels qui profitent de l'image de l'animal pour des documents publicitaires, ou s'intègrent aux festivités. Après l’abattage, par exemple, l'achat de la viande ou des tripes de l'animal par des bouchers ou restaurateurs est destiné à attirer la clientèle.
En 1864, Duval et d'autres marchands bouchers parisiens attaquent en justice le marchand boucher Achille Fléchelle au motif qu'il fait sur sa devanture et sa voiture une publicité où il utilise les mérites de bêtes qu'il a achetées, et notamment celles des Bœufs Gras du Carnaval de Paris 1854, 1855, 1857, 1859, 1860, 1861, 1862 et 1864. Les plaignants, qui exercent leur profession dans le voisinage de Fléchelle, considèrent qu’il accapare abusivement le mérite des éleveurs et veut ainsi faire mensongèrement croire qu'il vend une viande de qualité exceptionnelle. Ils perdent leur premier procès le 9 juillet 1864, mais gagnent en appel le 12 mai 1865.
Des chars réclame se joignent parfois à la cavalcade. Après une première participation en 1865, Rozières de Romainville, connu pour être l'inventeur des pastilles de pot-au-feu se glisse à la suite du cortège en 1866 avec un nouveau produit détachant, la Panamine : « C'est parce qu'après avoir donné aux femmes le moyen de colorer leur bouillon, M. Rozières leur montre le moyen de détacher leurs habits » s'exclame Timothée Trimm qui fustige « ce matérialisme contemporain dans sa plus vulgaire expression ». Dans le même cortège a pris place un char Similor-liquide, pour le nettoyage des batteries de cuisine. L'année suivante, parmi les voitures publicitaires, se remarque la présence de monsieur Galopin, artiste pédicure, qui se fait fort de guérir en une journée, au moyen d'une pompe de son invention, diverses affections des pieds. En 1868, des paysans bretons à cheval portent des bannières colorées sur lesquelles est inscrit "Duval, acquéreur", et précèdent un corps de musique escortant la voiture du boucher Duval.
En 1896, les autorités cherchent à limiter l'envahissement de la publicité et interdisent aux chars réclame de se joindre à la cavalcade. Des photos des défilés du Bœuf Gras 1927 et 1928 témoignent que le boucher Auguste Sabatier, président du Comité des fêtes de Paris et organisateur, en profite pour faire la publicité de son commerce,. En cela, il reste fidèle à une tradition qui vit d'autres bouchers acheteurs du Bœuf gras comme Porret, Fléchelle ou Duval, créateur des célèbres bouillons Duval. En 1928, il sert indirectement la propagande politique : le 15 mars, le Bœuf Gras défile dans un char vantant les mérites des boucheries d'Auguste Sabatier, qui est alors également en campagne électorale à Paris. Il est élu député de la 2e circonscription du 18e arrondissement, quartier de Clignancourt, le 29 avril suivant.

Publicités portant l'image de la promenade du Bœuf gras
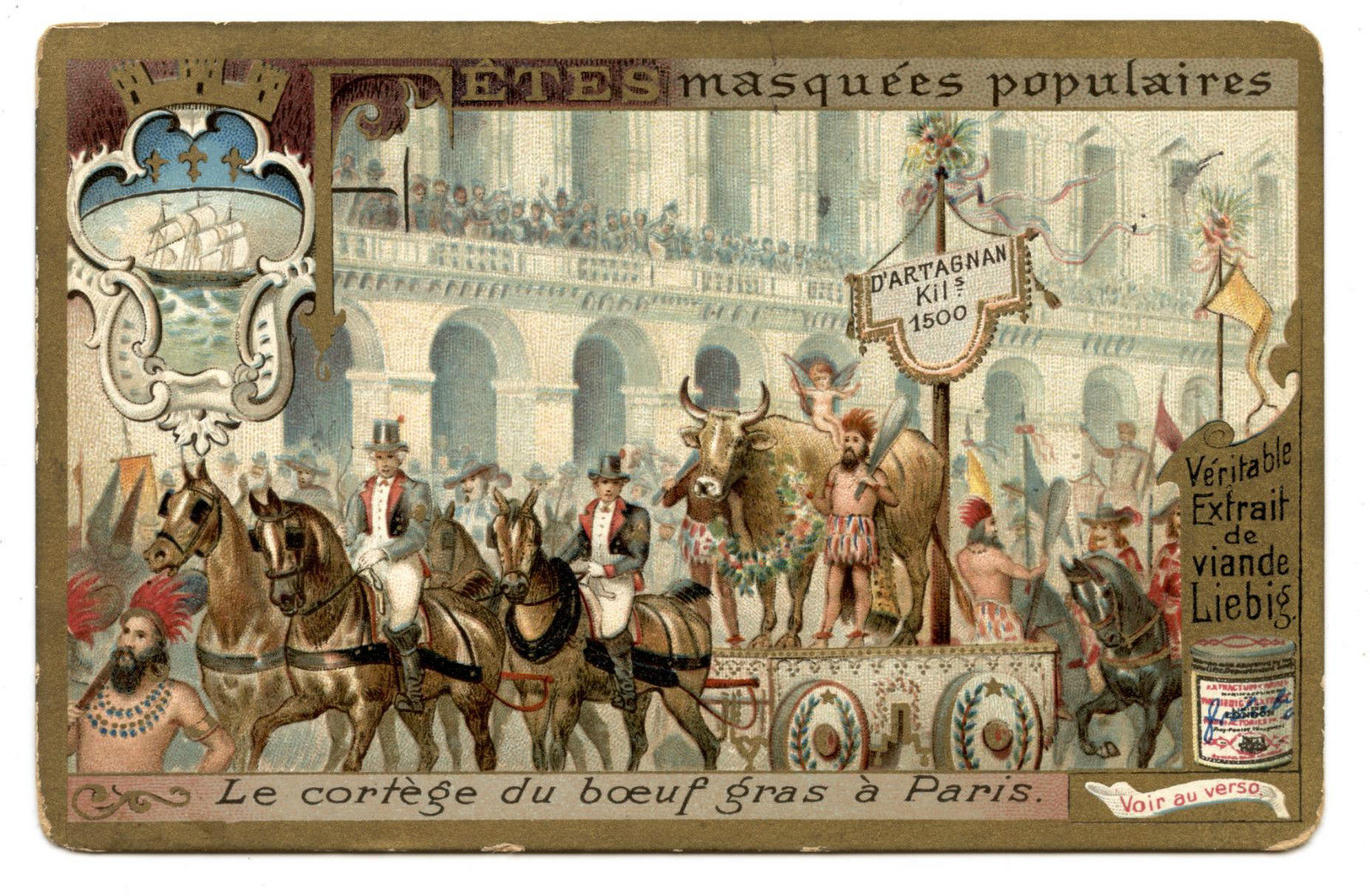
De l'extrait de viande
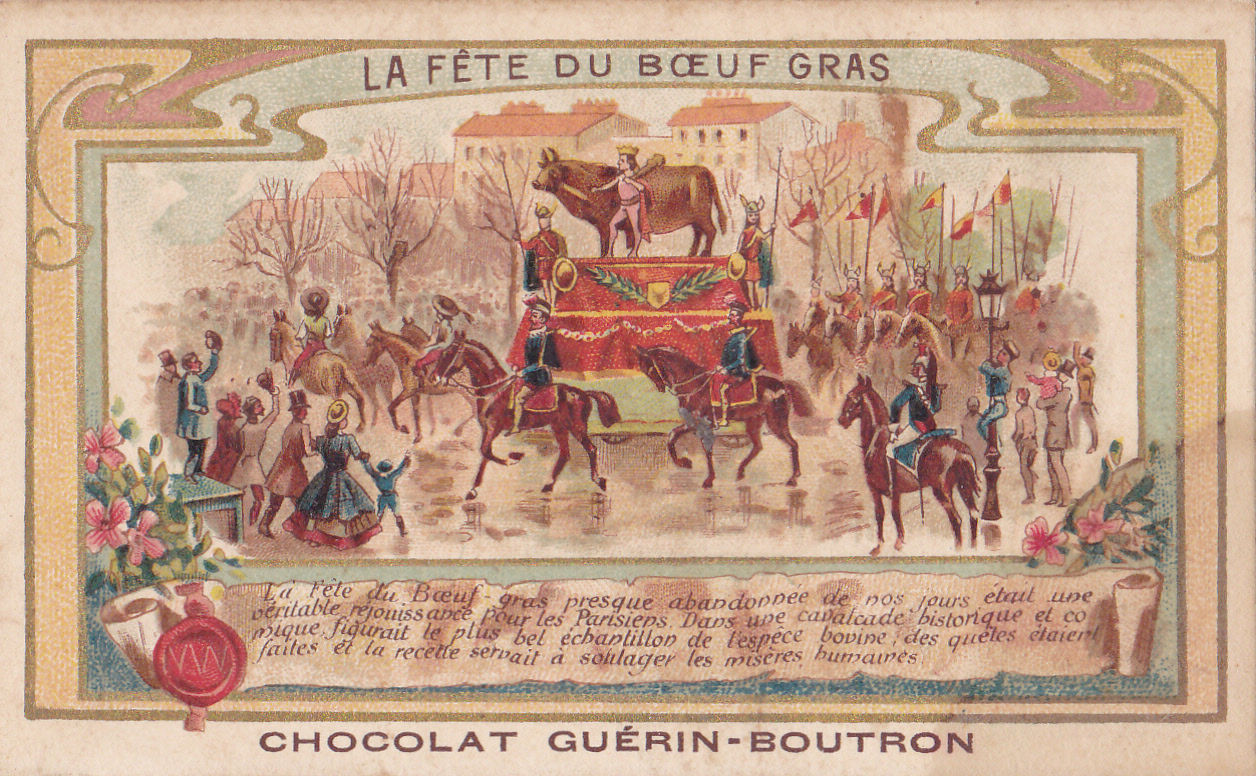
Du chocolat
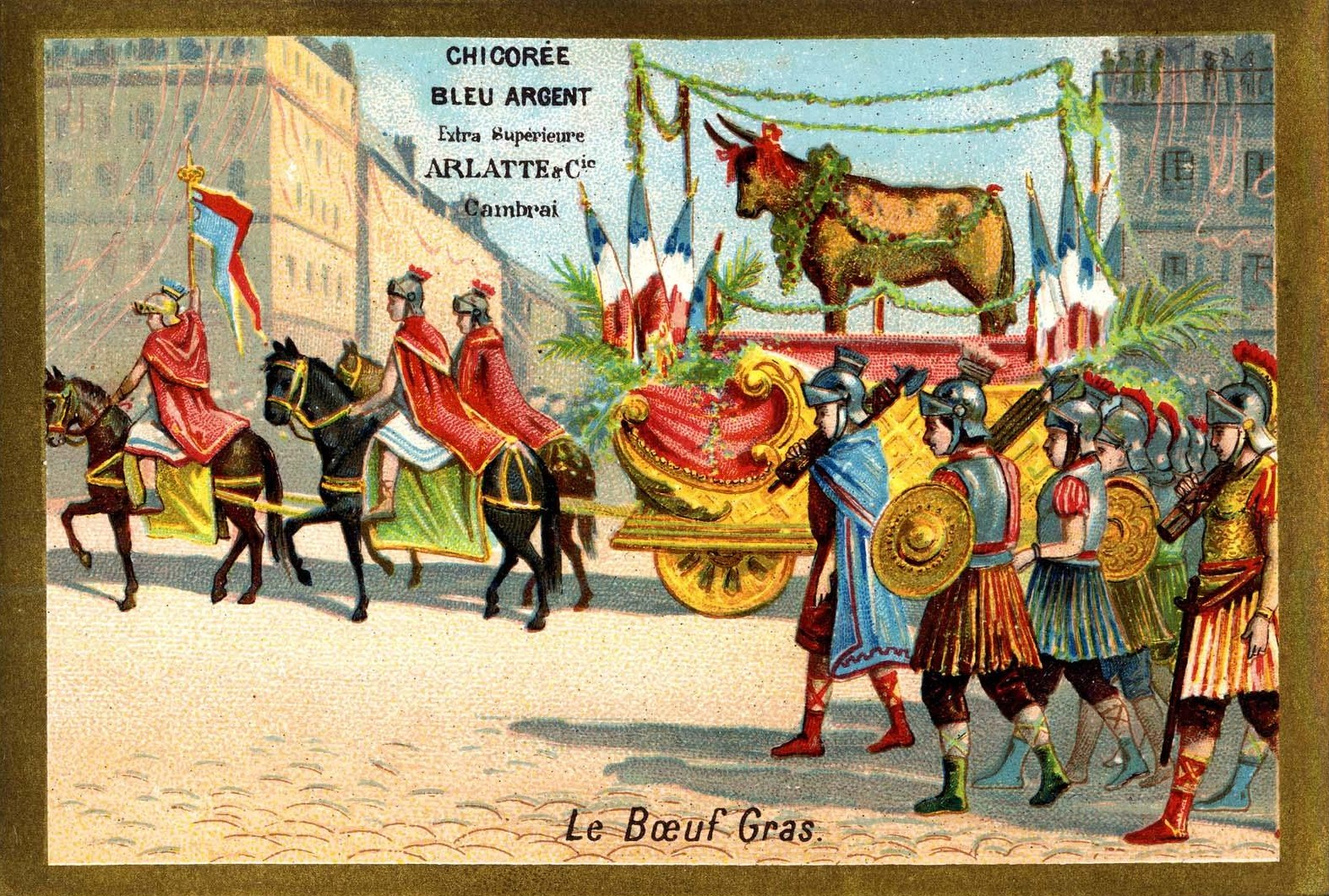
De la chicorée
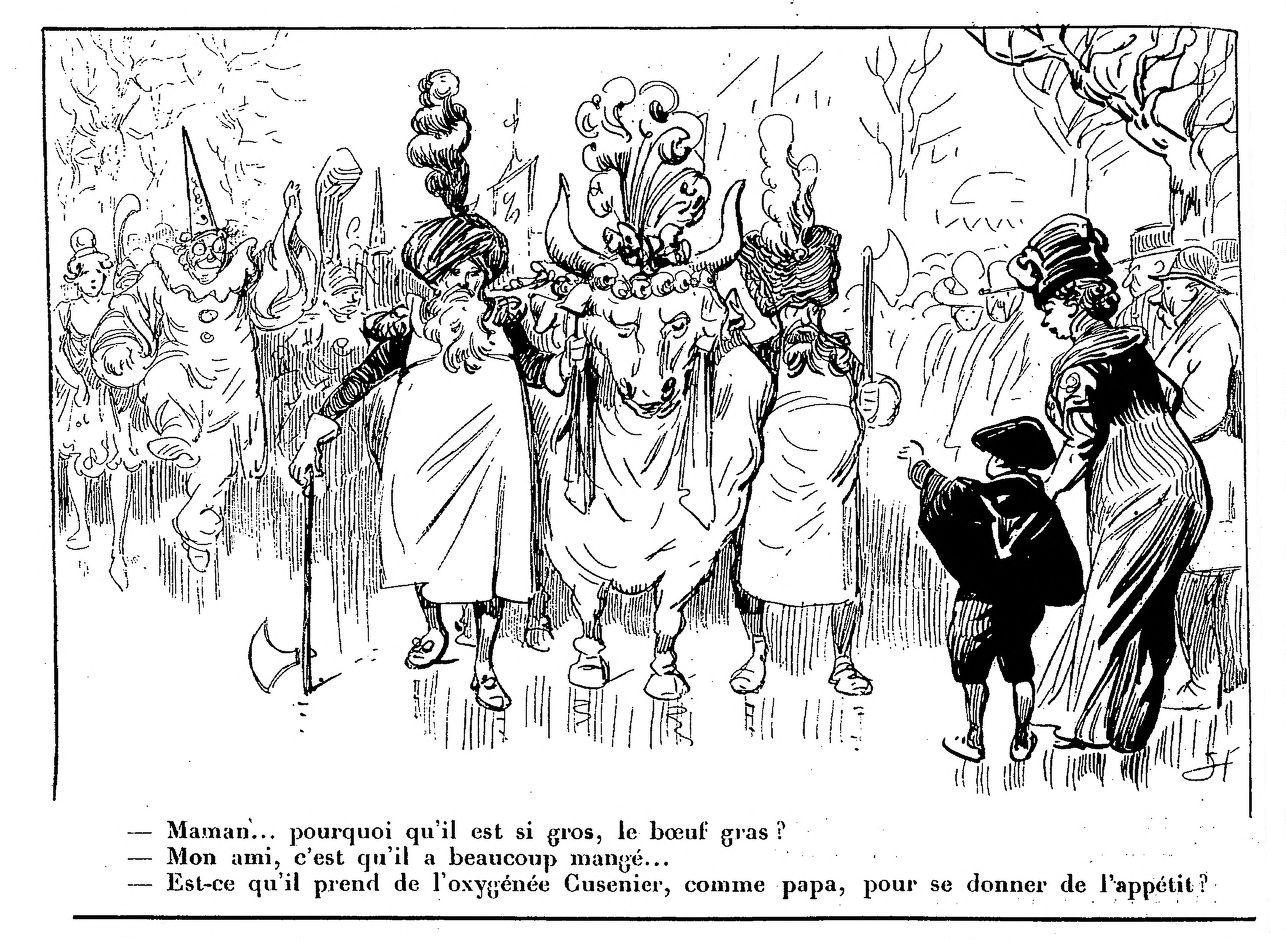
Du spiritueux